# Pyramide de Mykérinos
La pyramide de Mykérinos est la plus petite des trois grandes pyramides du plateau de Gizeh. Elle s'élève à la hauteur de 63 mètres à l'extrémité Sud du plateau, ne représentant qu'un dixième du volume de la plus grande, la pyramide de Khéops. Dominant un complexe composé de deux temples reliés par une chaussée et de trois pyramides satellites, elle est de type à faces lisses et fut élevée sous la IVe dynastie durant l'Ancien Empire pour le pharaon Mykérinos. De nombreux signes d'inachèvement montrent que la mort du souverain intervint au cours de l'édification du monument.

## Le complexe funéraire

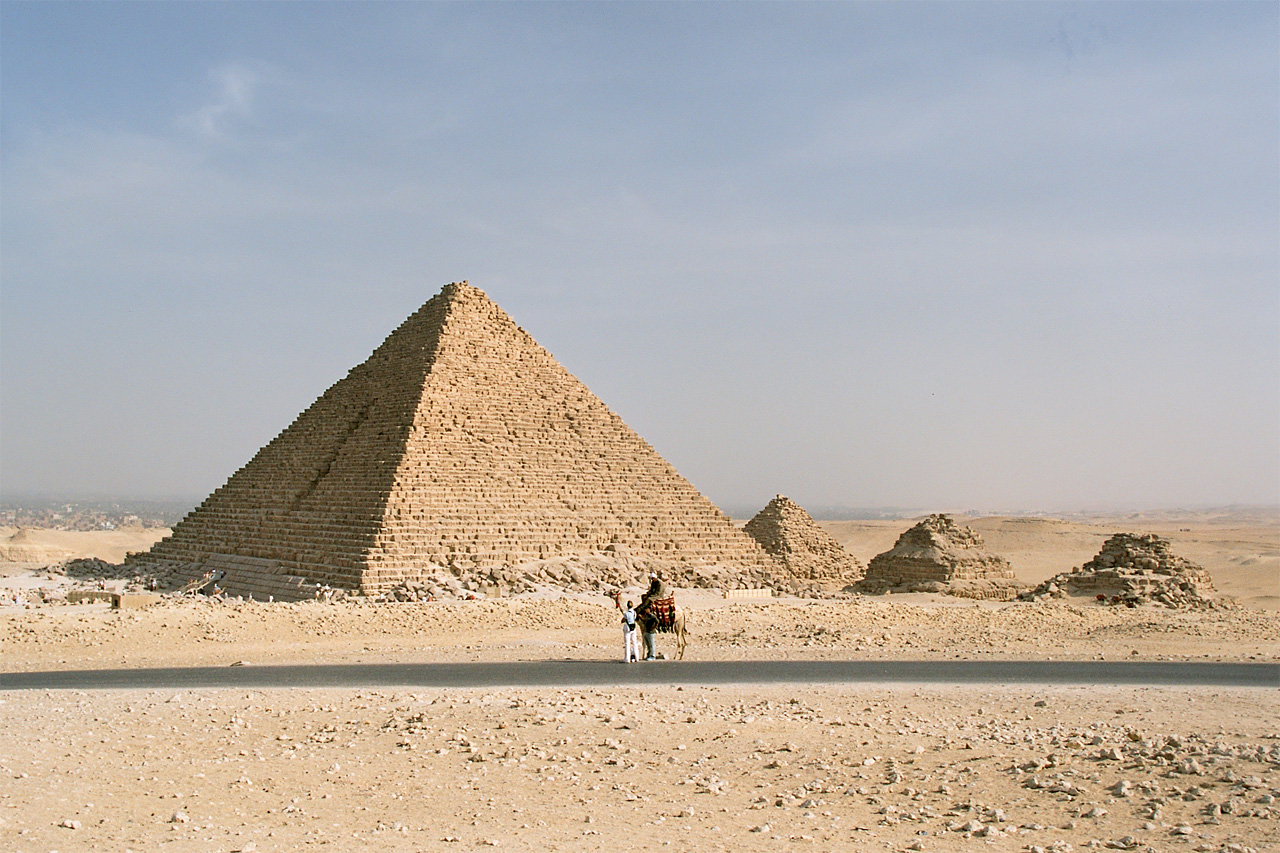
La pyramide de Mykérinos et les trois pyramides de reines vues depuis le nord-ouest du complexe.

Le complexe funéraire de Mykérinos est le troisième et dernier grand chantier royal édifié à Gizeh sous la IVe dynastie.
L'ensemble présente un plan régulier, alignant les différents éléments constitutifs du complexe pyramidal égyptien. Le temple du culte du roi défunt est situé contre la face est de la pyramide. Il est relié à un temple bas, ou temple de la vallée, par une chaussée longue de plus de six cents mètres. Cette chaussée autrefois couverte est ici parfaitement droite, contrairement aux chaussées des pyramides de Khéops et de Khéphren, qui présentent elles une déviation des axes principaux de leurs complexes monumentaux.
Tout autour du monument royal de Mykérinos se trouvent des nécropoles et d'autres tombes princières ou de reines, qui viennent compléter et accompagner la tombe du roi dont le culte fut maintenu tout au long de l'Ancien Empire.
Outre les trois pyramides de reines bâties sur le flanc sud de la pyramide du roi, on trouve au sud-est du temple funéraire une nécropole des prêtres du culte du roi, installée dans la carrière qui servit pour la construction des monuments. Une seconde nécropole est installée au nord de la chaussée, et dominée par la tombe de la reine Khentkaous Ire, parente de Mykérinos, qui est parfois qualifiée de Quatrième Pyramide de Gizeh. Devant ce tombeau, une chaussée jouxte une ville de prêtres, reliée au débarcadère situé en contrebas du temple de la vallée.

Carte des pyramides de Gizeh.

## La pyramide

### La superstructure

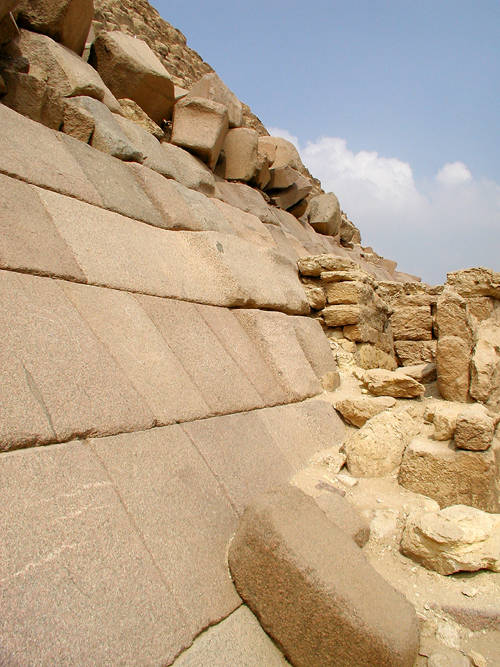
Revêtement en granite de la pyramide de Mykérinos.

La base de la pyramide est un carré presque régulier de 104,6 mètres de côté. L'angle d'inclinaison des faces est de 51°20', ce qui portait initialement l'élévation du monument à près de 65 mètres de hauteur.
Comme pour la pyramide de Khéphren, le sol du site étant irrégulier, les architectes ont dû réajuster l'ensemble grâce à d'énormes blocs de pierre afin de préparer l'édification de la pyramide. Pour y parvenir, les tailleurs de pierre entamèrent le plateau calcaire choisi pour l'édification du complexe sur sa partie occidentale, débitant de grands monolithes de manière régulière et systématique. Ces derniers ont été amenés à l'endroit nécessaire à l'est et au sud du périmètre du monument, non loin du lieu de leur extraction. Retaillés et réajustés, ils constituent un rehaussement du sol venant rattraper le niveau des fondations de la pyramide. Le même procédé sera utilisé pour édifier le temple haut de la pyramide, ainsi que le corridor menant à la chaussée qui relie l'ensemble à la vallée. Ce travail considérable montre assez bien l'ampleur du chantier alors engagé.
La pyramide proprement dite est constituée de gros blocs taillés dans un calcaire local extrait des carrières environnantes. Ajustés en assises régulières, ils forment des gradins sur lesquels prennent appui les blocs du parement.
À l'origine, la pyramide était recouverte d'un parement de granite rouge d'Assouan pour les seize premières assises depuis sa base, soit sur plus de vingt mètres de hauteur, puis de calcaire jusqu'au pyramidion, qui a disparu et dont on ne sait s’il était en calcaire ou en granite. Il ne reste rien du revêtement aujourd'hui, excepté les premières assises couvertes de granite. L'exploitation par les carriers du Moyen Âge des monuments pharaoniques se concentra sur les matériaux de choix qu'étaient le calcaire fin de Tourah.
C'est du Moyen Âge également que date la grande saignée qui éventre la face nord de la pyramide. Le sultan mamelouk Osman Bey, qui cherchait l'entrée de la pyramide, en ordonna la percée au XIIe siècle. Ses ouvriers se basant sur leur expérience acquise sur les deux grandes pyramides voisines, attaquèrent la face nord à une hauteur d'une vingtaine de mètres dans le parement de la pyramide, espérant y découvrir l'entrée du monument. N'y trouvant rien, ils poursuivirent leur chantier en prolongeant la brèche. Cette destruction irrémédiable, qui défigure la face nord du monument, permet toutefois d'en étudier la constitution interne. Elle révèle que la pyramide a été conçue d'abord comme une pyramide à six ou sept degrés, dont trois sont actuellement visibles. Puis elle fut achevée en pyramide à face lisse par le comblement des gradins avec des assises successives, recouvertes par un parement qui lui confère ainsi son aspect de pyramide à faces lisses.
Au XIXe siècle, les explorateurs Caviglia et Vyse, également à la recherche de l'entrée de la pyramide, firent le même raisonnement. Ils suivirent le même chemin que les mamelouks, et creusèrent un puits profond dans le cœur de la maçonnerie, espérant mettre au jour les pièces intérieures de la pyramide, mais sans plus de résultats. Caviglia n'hésita pas alors à faire sauter les premières assises du monument et à y creuser un tunnel. C'est à la même époque que le parement de granite commença à être démonté, sous les ordres de Méhémet Ali qui l'utilisa pour la construction de l'arsenal d'Alexandrie.
L'accès à l'infrastructure de la pyramide fut finalement découvert qen 1837 par Vyse, à quatre mètres du sol, presque à l'aplomb de la tranchée du Moyen Âge, non loin des travaux quelque peu excessifs de ses prédécesseurs.

La pyramide de Mykérinos
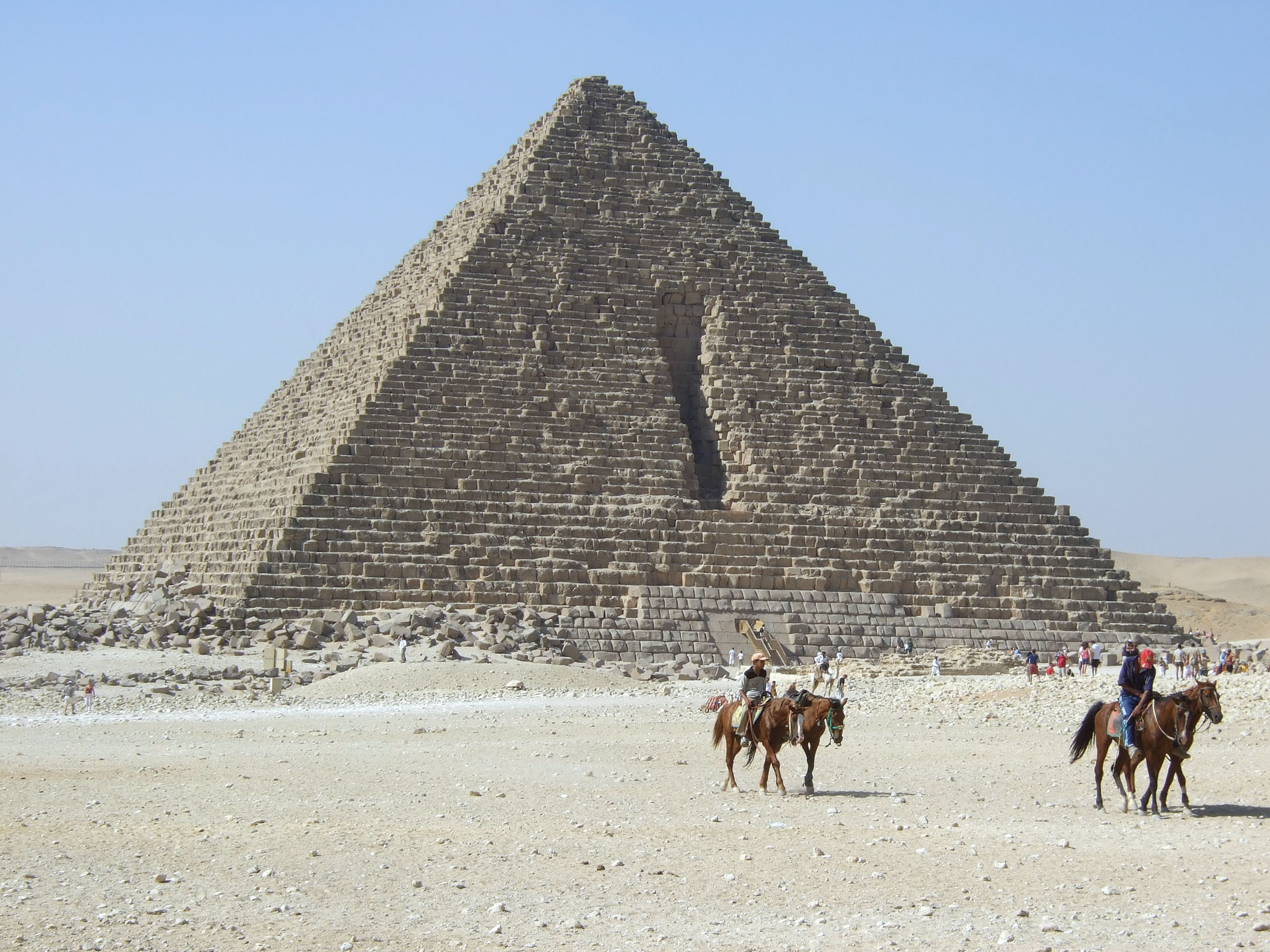
Vue de la pyramide depuis le nord-ouest.
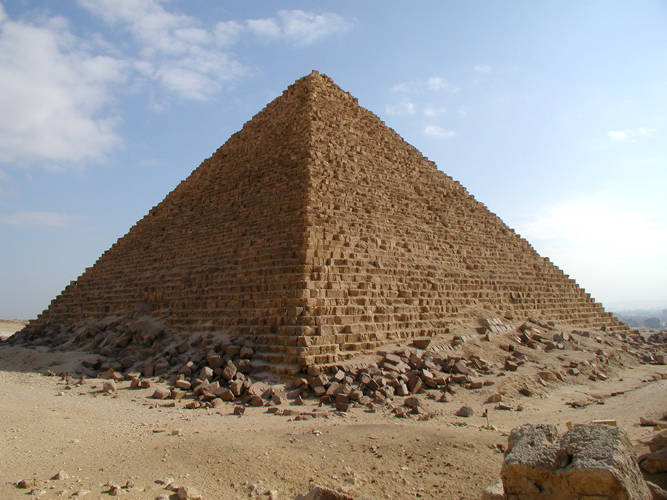
Angle sud-ouest de la pyramide.
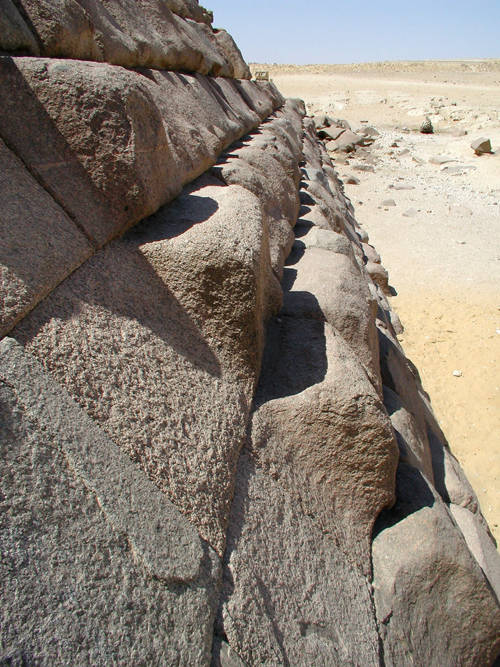
Blocs de parement en granite.
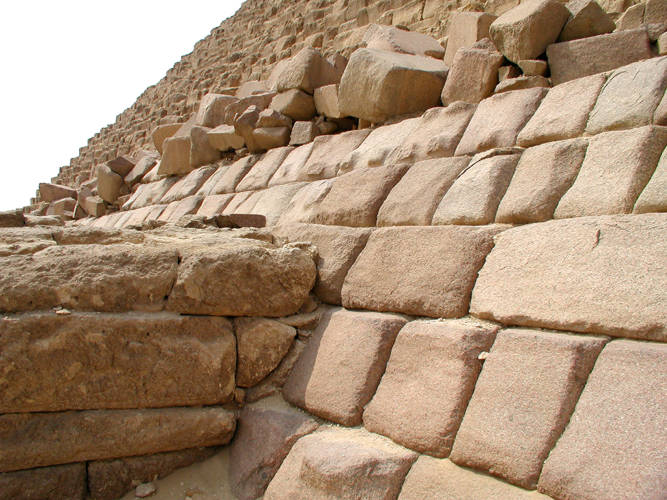
Blocs de parement en granite.
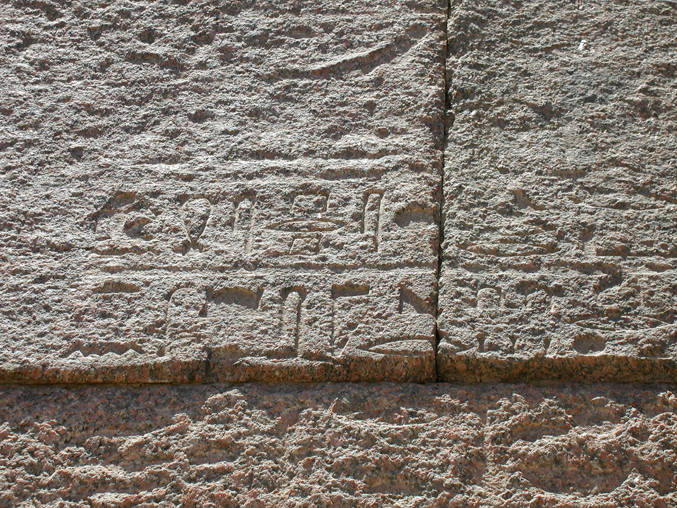
Inscription située au-dessus de l'entrée nord de la pyramide.
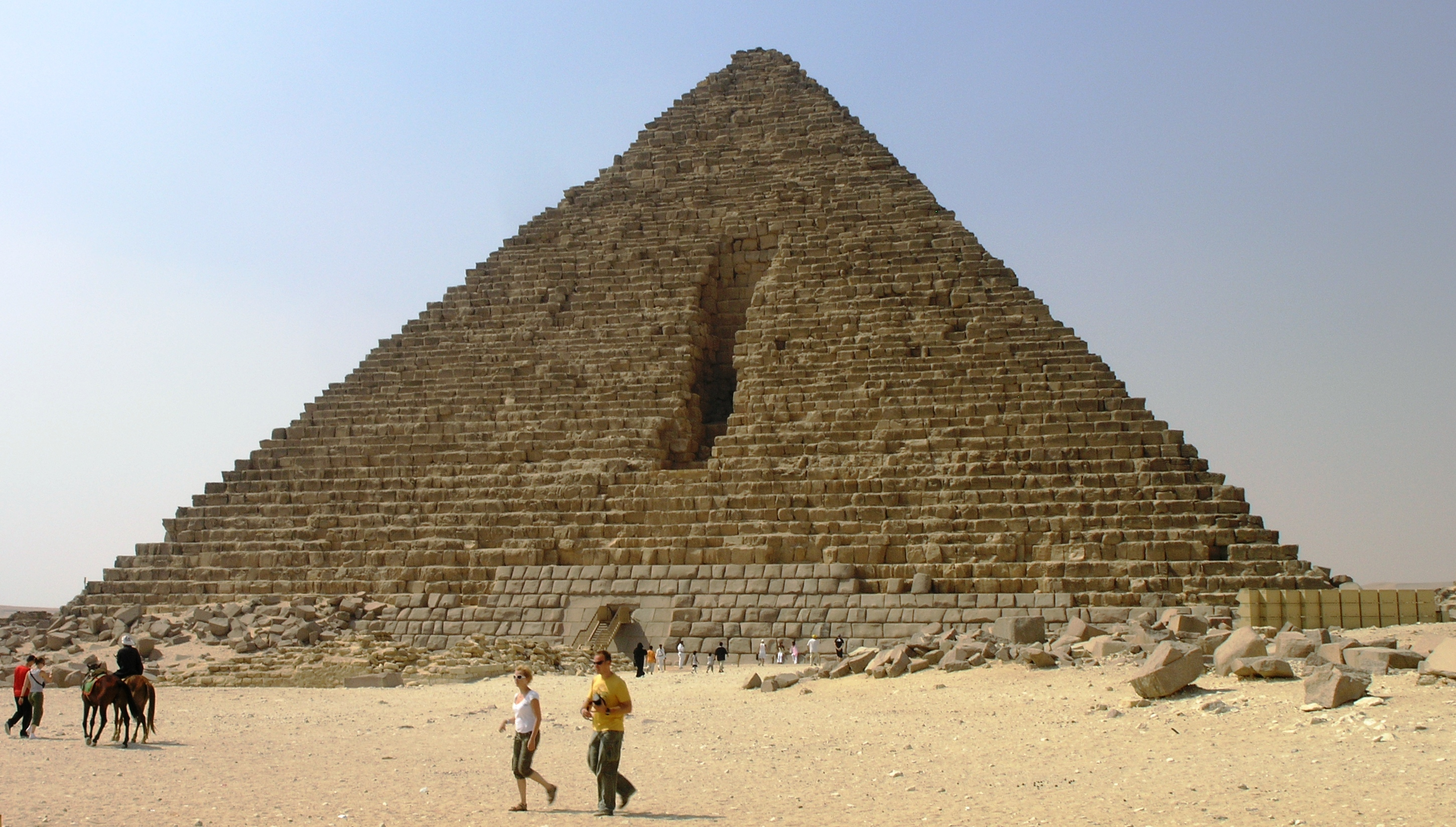
Face nord de la pyramide de Mykérinos.
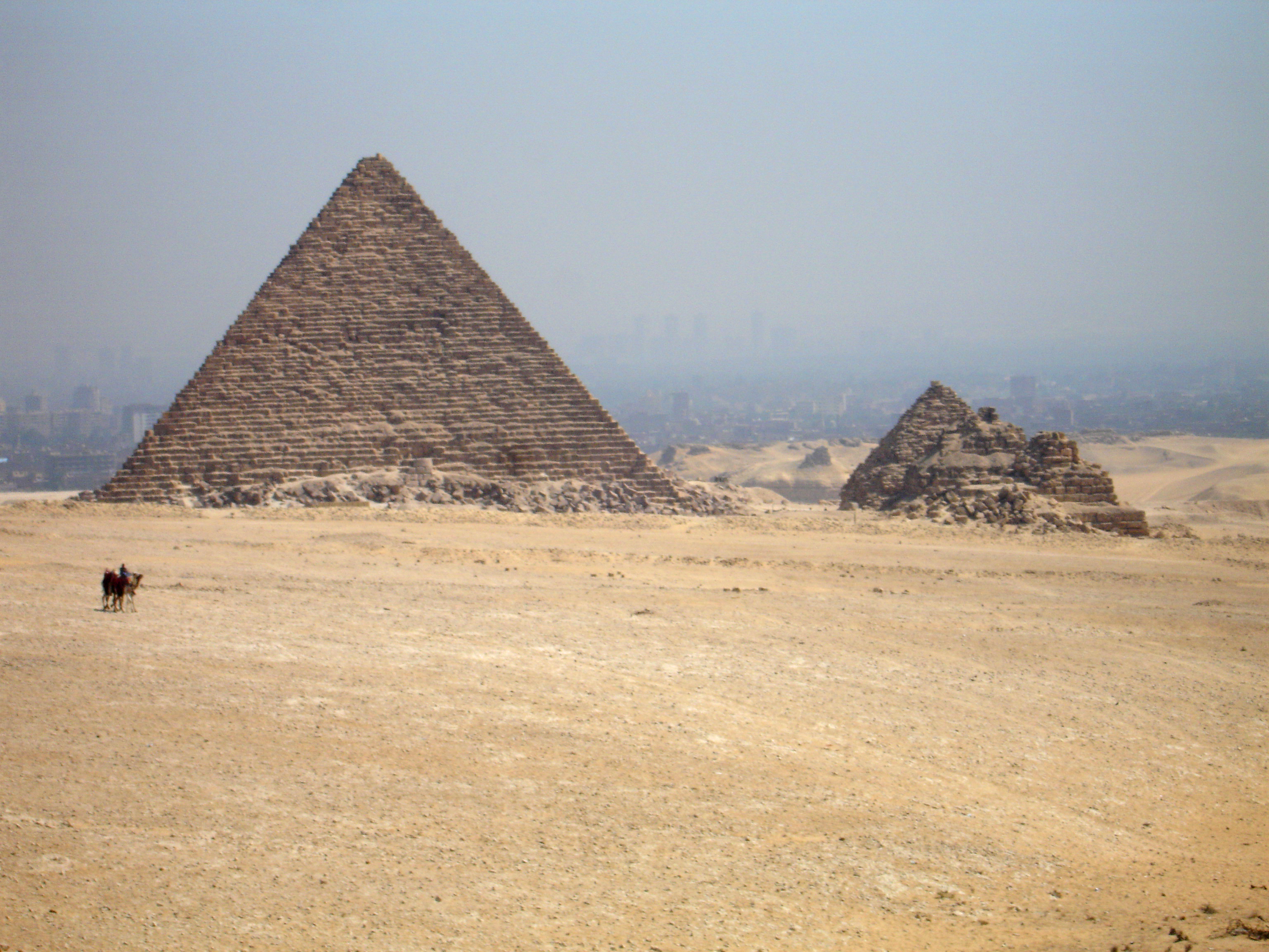
Face ouest de la pyramide de Mykérinos.

### Les appartements funéraires
L'entrée des appartements funéraires est aménagée traditionnellement dans la face nord de la pyramide.
Après avoir traversé le corps du monument, un couloir s'enfonce dans le sol rocheux et débouche dans une première antichambre. De plan rectangulaire, ses parois sont décorées de motifs sculptés imitant la façade d'un palais. C'est la première fois que l'on trouve ce type de décor dans une pyramide, les monuments des prédécesseurs de Mykérinos ne présentant aucune décoration.

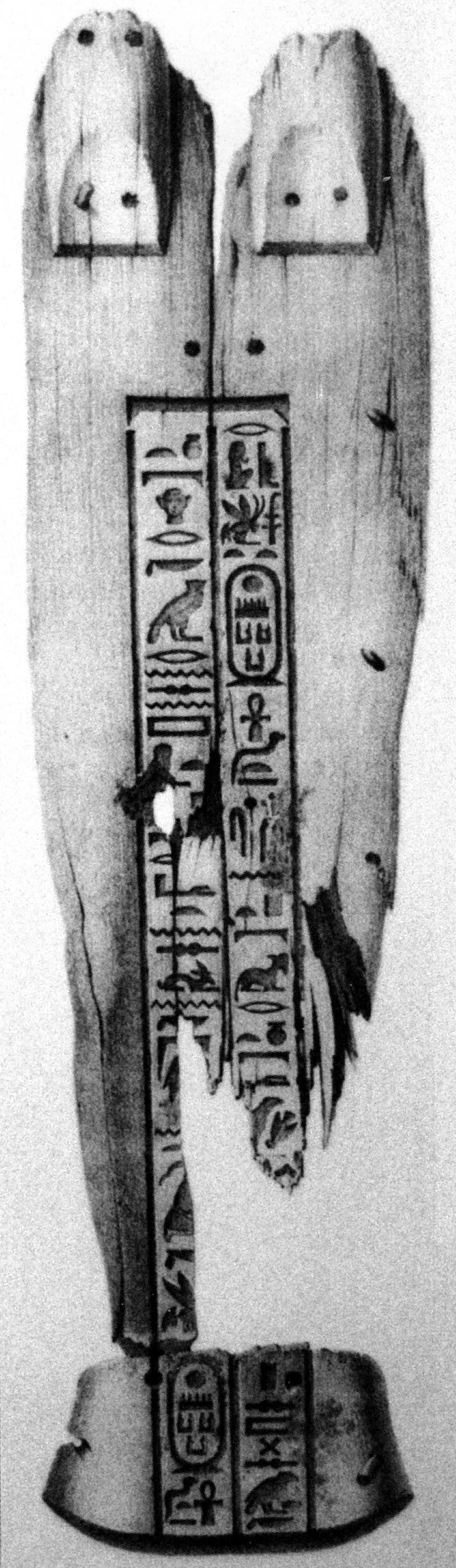
Sarcophage en bois au nom de Mykérinos conservé aujourd'hui au British Museum.

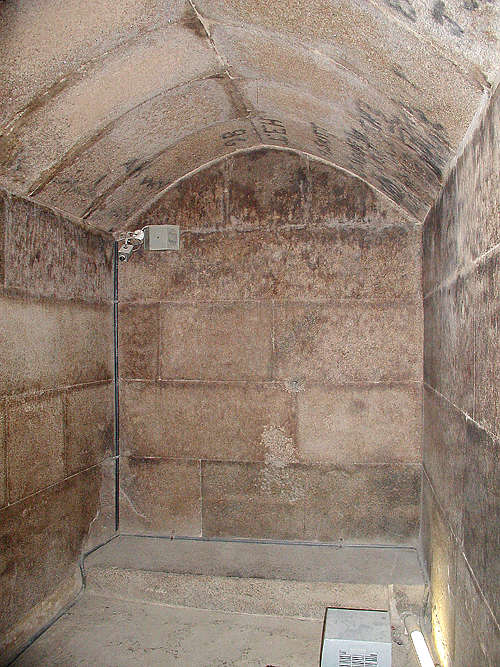
Chambre funéraire de granite de Mykérinos.

Immédiatement après cette pièce se trouve la chambre des herses, qui est munie d'un dispositif coulissant de trois porticuli en granite barrant l'accès au reste des appartements funéraires. Un couloir en pente douce mène à une grande pièce rectangulaire, orientée est-ouest et donnant sur une petite alcôve, qui devait initialement servir de chambre funéraire. Dans cette chambre, Howard Vyse découvrit un sarcophage en bois portant une inscription au nom de Mykérinos, et qui contenait des restes humains enveloppés dans un tissu grossier. Ce sarcophage est conservé au British Museum. Les os découverts à l'intérieur ont révélé lors de leur analyse qu'ils appartenaient bien à un homme, mais leur datation n'excède pas deux millénaires, montrant qu'il s'agit d'une inhumation tardive. Le sarcophage quant à lui est daté de l'époque saïte, confirmant que le tombeau avait déjà été profané, puis restauré par des prêtres.
L'exploration de cette pièce a également révélé un second couloir, parallèle au premier et situé au-dessus. Prolongé par une autre descenderie qui remontait dans le coeur de la pyramide, ce second dispositif a été interprété comme un changement de plan réalisé au cours de la construction. Ce serait le couloir d'accès du projet initial, et donc il aurait dû logiquement déboucher à l'extérieur de la pyramide, au milieu de son parement de calcaire. Abandonné, ce couloir est un cul-de-sac.
Un troisième dispositif fut découvert sous la chambre rectangulaire. Aménagé dans son sol, un couloir descend vers une grande chambre, longue de plus de six mètres et large de deux mètres soixante. Orientée nord-sud, elle est entourée de granite rouge d'Assouan et couverte de grandes poutres en granite, disposées en chevrons dont le soffite a été retaillé en cintre, lui donnant l'aspect d'une voûte.

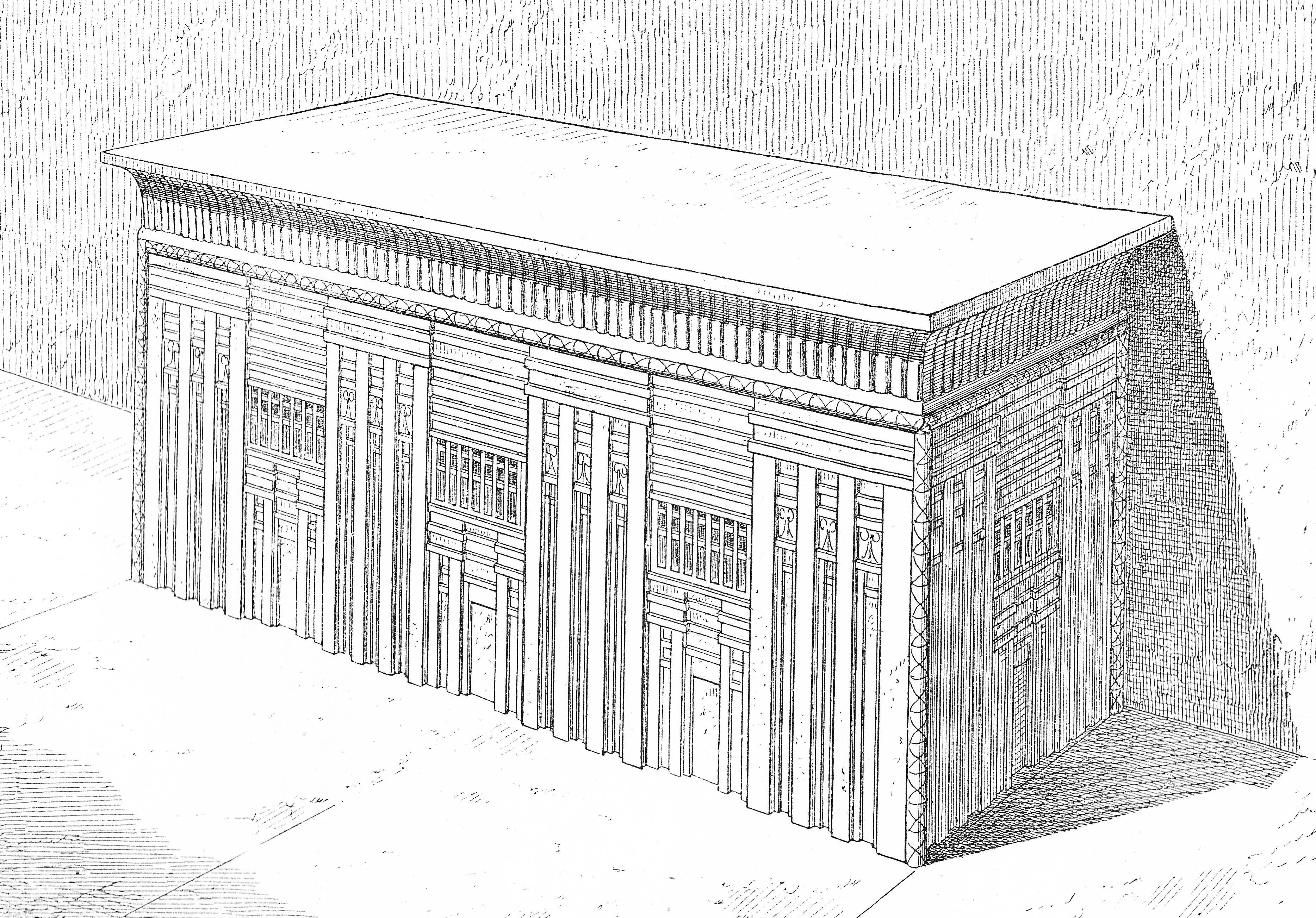
Le sarcophage de Mykérinos découvert dans le caveau de sa pyramide à Gizeh.

C'est dans cette chambre funéraire qu'a été découvert le sarcophage original du roi. Il était fait en basalte et décoré d'un motif évoquant la façade d'un palais. Sur ses longs côtés étaient figurés quatre bastions à redans encadrant trois portes factices. Sur ses petits côtés était répété le même dispositif, réduit à deux bastions et à une fausse porte. L'ensemble était encadré par un bandeau et surmonté d'une corniche à gorge égyptienne.
Ce sarcophage, unique et exceptionnel pour cette époque de l'histoire de l'art égyptien, fut extrait après sa découverte afin d'être exposé au British Museum. Pour ce faire, Vyse ordonna de faire démonter les parois de granite qui tapissaient le couloir d'accès à la chambre funéraire, le sarcophage étant trop large pour passer par ce chemin. Pour la même raison il fit enlever les montants de la porte d'accès à la chambre des herses. Seuls le linteau et le bas d'un des montants subsistent aujourd'hui. Au prix d'efforts considérables, le sarcophage fut tiré hors de la pyramide par la descenderie, son volume occupant presque tout l'espace du couloir. Il fut ensuite emballé dans une caisse, acheminé jusqu'à Alexandrie et embarqué pour l'Angleterre. Mais le Béatrice, le navire qui l'emportait avec d'autres antiquités à destination de Londres, traversa une violente tempête dans le golfe de Gascogne et coula en 1838 avec tout son chargement. Il ne reste comme seul témoignage du sarcophage qu'un dessin établi par Perring, qui assistait Howard Vyse dans ses travaux pour le compte du British Museum, et une aquarelle de l'égyptologue français Émile Prisse d'Avesnes.
Peu avant l'accès à la chambre funéraire de granite, une porte ménagée dans la paroi nord du couloir d'entrée donne par un escalier à six marches à une série de six magasins, disposés en dents de peigne et creusés dans la roche. Leur usage est interprété comme étant les chambres dans lesquelles étaient conservés les vases canopes et les couronnes de Haute et de Basse-Égypte.
Il apparaît donc que trois projets se sont succédé pour le tombeau du roi. Un premier de dimension modeste correspondant au couloir inachevé. Un second agrandissant le projet initial avec une antichambre, une chambre des herses, une grande pièce précédant une chambre funéraire et qui fut finalement abandonnée. Enfin un troisième projet est inscrit dans le second par le percement d'un couloir souterrain menant directement à une chambre funéraire en granite, dotée de magasins afin d'abriter le viatique funéraire du roi. Si le premier projet semble avoir été abandonné, il est possible que le second et le troisième aient été réalisés en même temps. Cela expliquerait les dimensions de la grande chambre rectangulaire, qui aurait ainsi servi de chambre de manœuvre pour disposer les blocs et les poutres de granite qui recouvrirent la chambre funéraire du roi.
C'est la première fois que les appartements funéraires d'une pyramide royale sont aussi développés. Les tombes royales suivantes reprirent et développèrent les plans intérieurs de la pyramide de Mykérinos. Par exemple, les tombes de Khentkaous Ire et de Chepseskaf, et les pyramides royales de la Ve dynastie en conserveront les éléments directeurs : l'antichambre précédant la chambre des herses, le caveau divisé en une antichambre et en une chambre du sarcophage, et les chambres-magasins dont le rôle n'est pas encore établi.
La décoration de la première antichambre et du sarcophage de Mykérinos reste en revanche inédite. On ne retrouvera pas de décors aussi élaborés dans les pyramides royales avant la VIe dynastie, soit plus d'un siècle et demi plus tard. En ce sens, la pyramide de Mykérinos fait figure d'exception et représente le prototype des pyramides ultérieures.

Les chambres et couloirs de la pyramide de Mykérinos
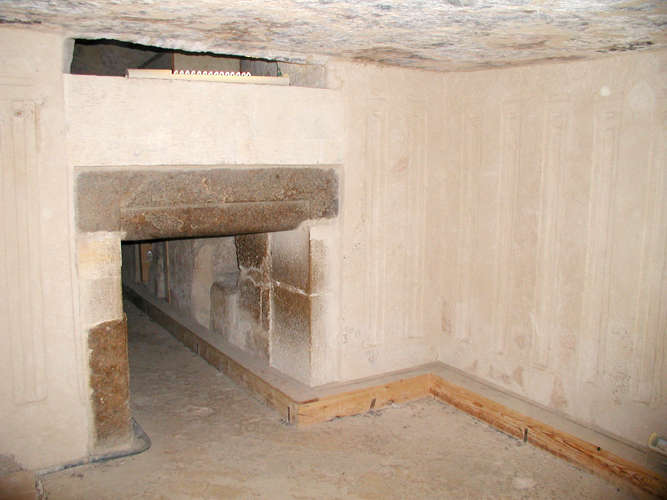
La chambre au décor en façade de palais.
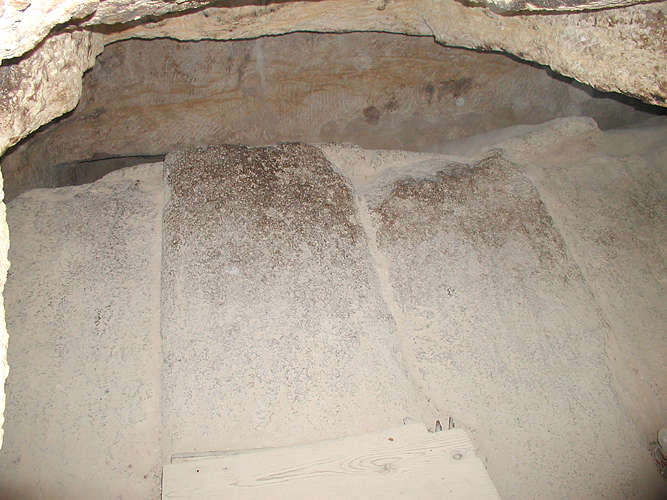
Extrados de la voute en granite de la chambre funéraire.
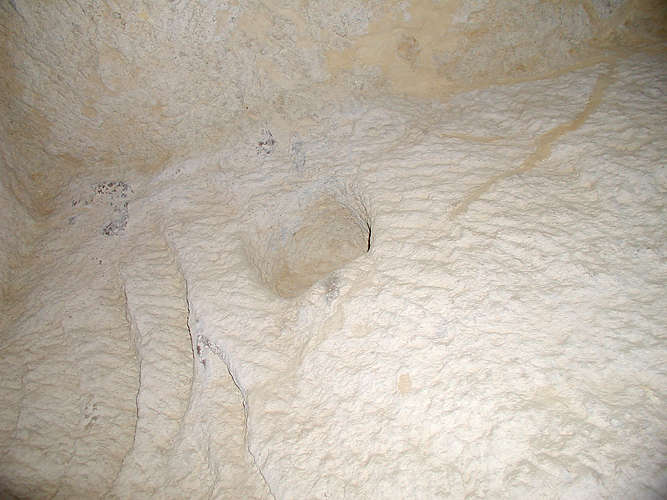
Détail du passage aux herses.
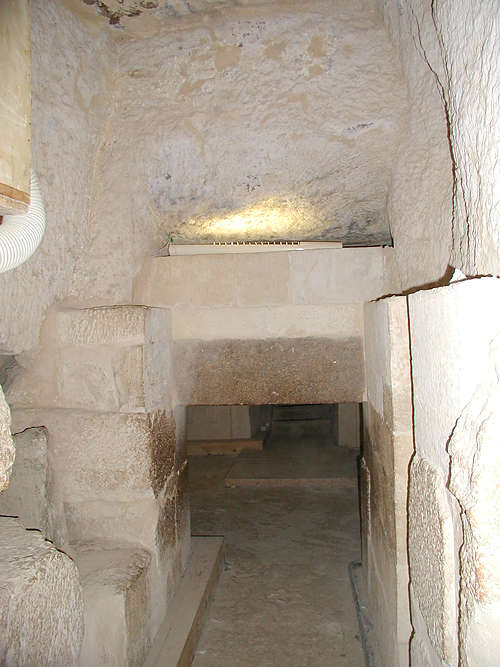
Passage aux herses.
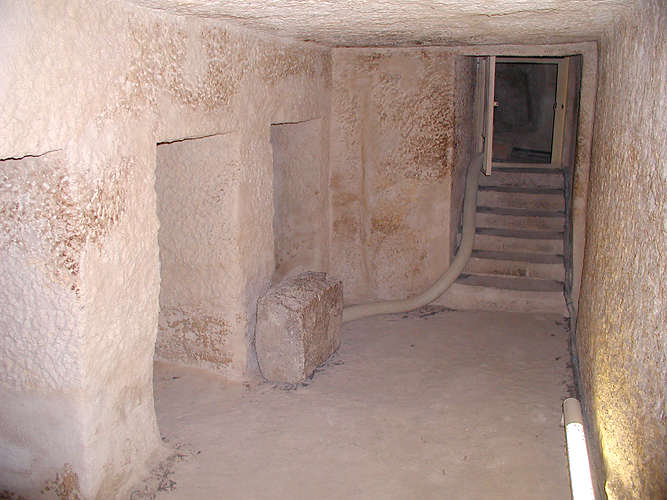
Chambre aux niches.
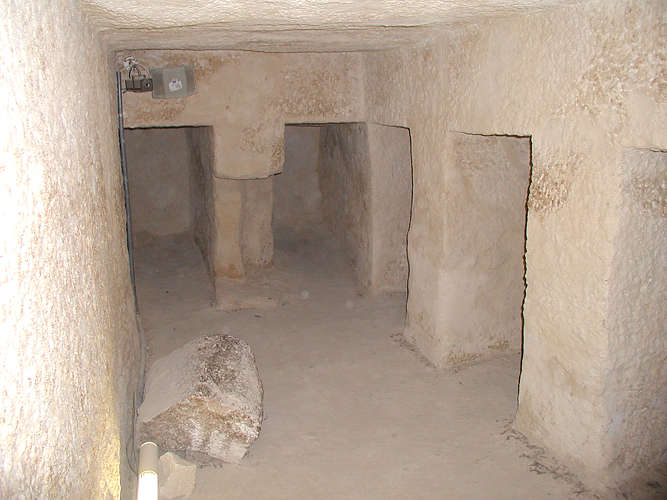
Chambre aux niches.

## Le temple haut

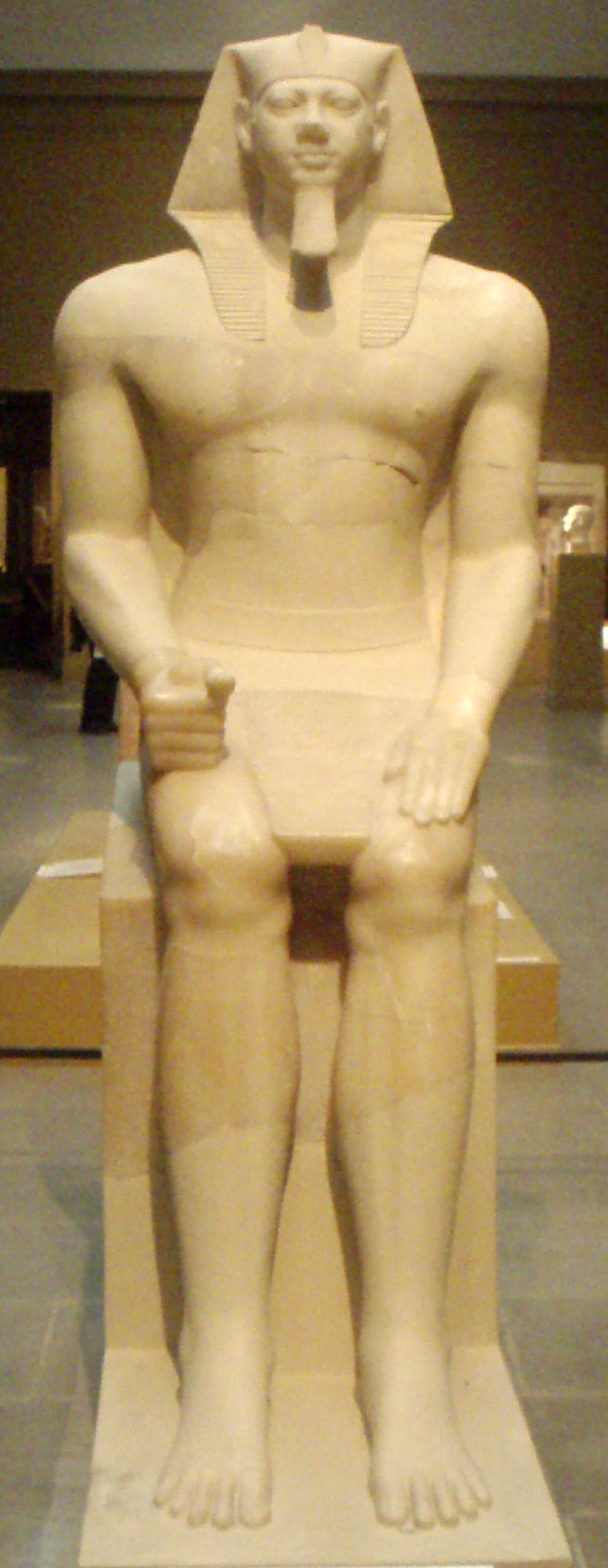
Colosse de Mykérinos en albâtre découvert dans le temple funéraire.

Le temple funéraire de Mykérinos est situé à l'est de la pyramide du roi. Il ne jouxte pas le flanc de la pyramide, mais en est séparé par un péribole dans lequel s'inscrit la chapelle du culte.
Le temple lui-même, vaste et bâti en calcaire, est constitué d'une grande cour à ciel ouvert, donnant accès aux salles intérieures et aux magasins qui abritaient les offrandes alimentaires et le matériel cultuel destinés aux rites quotidiens qui y étaient pratiqués. Sur le côté nord, un couloir permettait d'accéder à l'arrière du temple, au péribole et à la chapelle qui abritait la stèle funéraire du roi, objet du culte rendu en ces lieux. Cette chapelle était constituée d'une petite cour à ciel ouvert. Accolée à la face orientale de la pyramide, dont le parement a été ravalé, elle contenait la stèle funéraire qui a disparu aujourd'hui. Devant cette cour se trouvait une antichambre couverte donnant accès à une chapelle annexe située au sud de la cour. L'ensemble était simplement accessible depuis le péribole de la pyramide par une porte ménagée dans la paroi nord de l'antichambre. Ultérieurement, l'ensemble a été agrandi par l'adjonction d'une nouvelle antichambre précédant la première et donnant accès à une série de cinq petites salles ou chapelles, doublant ainsi le dispositif initial et répondant probablement aux exigences du culte royal aux dynasties suivantes.
Des statues fragmentaires en albâtre ont été découvertes dans ce temple par George Andrew Reisner qui effectua de 1906 à 1924 des fouilles exhaustives sur le site. Ces fragments sont conservés au Musée des Beaux-Arts de Boston, et certains ont pu être assemblés et reconstituant la statue, qui nous présente un colosse du roi, figuré jeune, coiffé du némès et vêtu d'un pagne de lin fin plissé.
L'étude du monument a révélé deux phases de construction développant le plan initial : une première du temps de Mykérinos, puis une seconde à l'époque de son successeur Chepseskaf qui acheva le complexe.
Les murs du temple sont constitués d'énormes blocs monolithiques de calcaire, dont certains pèsent plus de deux cents tonnes. L'intérieur du temple était revêtu de granite et les piliers qui soutenaient les plafonds des salles interieures étaient également en granite rouge d'Assouan.
Dans cette première phase de l'édification du complexe, la cour du temple devait être dotée de portiques de piliers de granite et ses murs revêtus d'un parement du même matériau que celui de la pyramide. Ainsi, si les architectes de Mykérinos avaient prévu que le temple funéraire et la pyramide soient entièrement couverts de granite, la mort du roi laissa inachevé le travail. Son successeur Chepseskaf, qui hérita du trône et de la charge de terminer le complexe pyramidal de son père, en modifia le plan initial et employa des matériaux moins coûteux et plus pratiques pour en hâter l'achèvement. Les portiques furent supprimés et remplacés par un revêtement de briques dans lequel des niches furent aménagées à intervalles réguliers, imitant une façade de palais. Elles constituent la seule décoration du monument, aucun relief n'ayant été découvert dans ce temple.
Suivant la même chronologie d'édification dans un premier temps, la partie centrale du temple avait été conçue sur un plan assez simple, constitué d'une salle à piliers distribuant au nord et au sud par des couloirs de simples chambres faisant office de magasins. À la suite du décès du roi, les architectes de Chepseskaf agrandirent le plan, développant et multipliant les couloirs et les pièces.
À la suite d'une catastrophe qui endommagea gravement le complexe pyramidal, sous la VIe dynastie, toute la partie occidentale du temple et la chapelle de culte furent restaurées. C'est probablement sous le règne de Pépi II que cette restauration eut lieu, car une stèle à son nom a été retrouvée dans le temple funéraire, attestant que plus d'un siècle et demi après la mort de Mykérinos son temple était encore en activité et faisait l'objet d'une attention des pharaons régnants.
Le projet ambitieux de Mykérinos d'édifier une pyramide et un temple funéraire tout en granite ne vit donc jamais le jour, mais son culte traversa les âges jusqu'à la fin de l'Ancien Empire, comme l'attestent l'utilisation et les soins apportés à son temple funéraire.

Le temple funéraire de la pyramide de Mykérinos
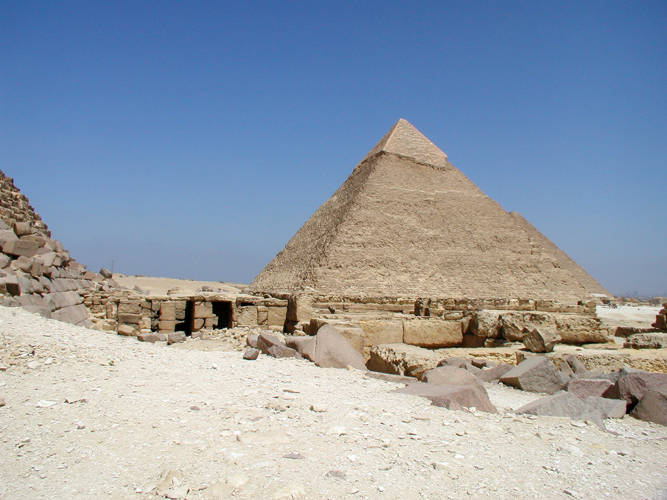
Temple mortuaire (ou temple haut).
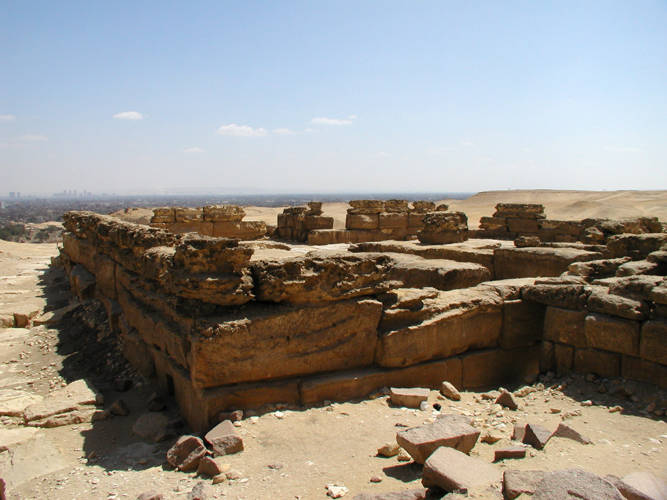
Vue des blocs monolithes du temple funéraire.
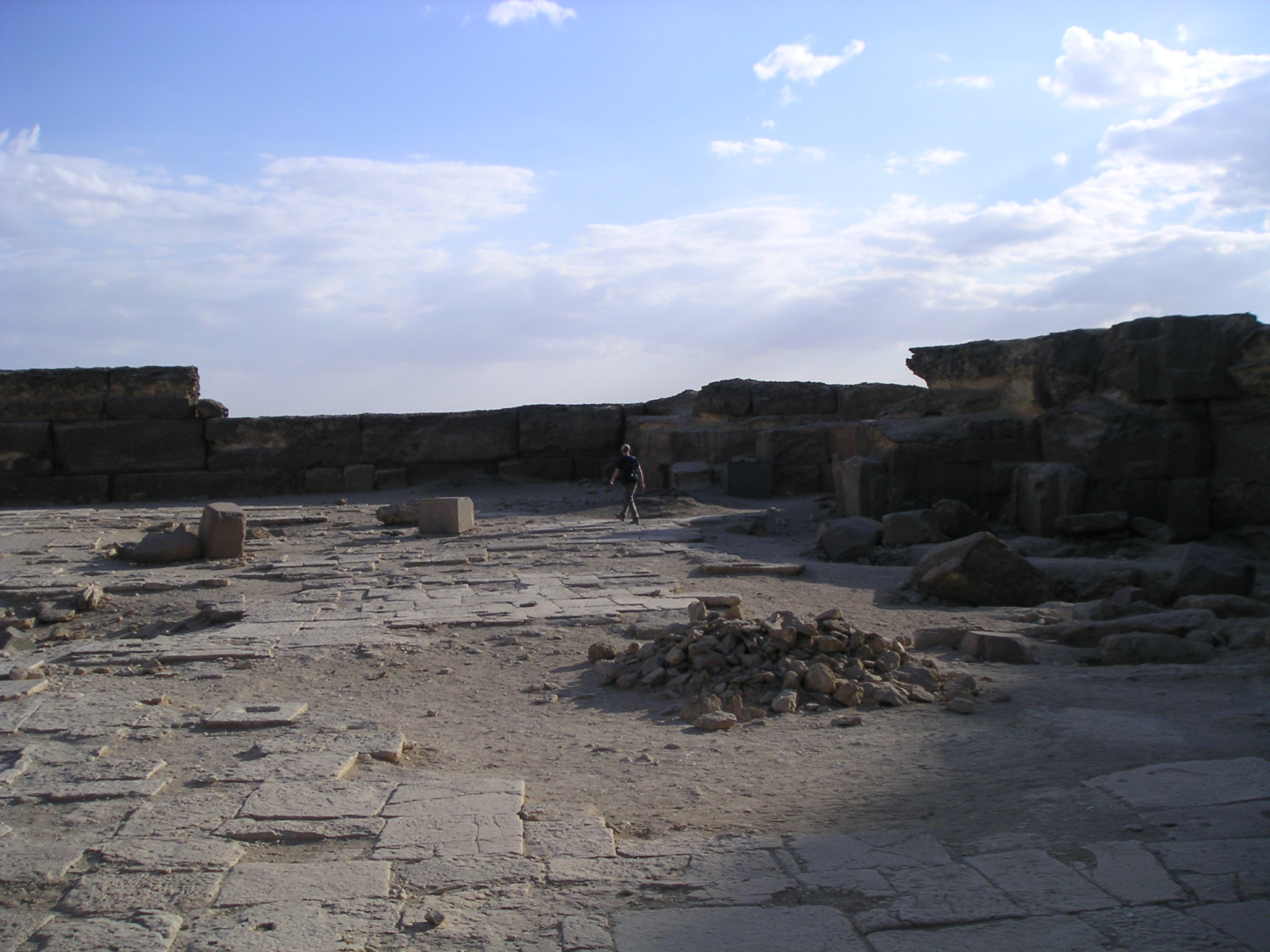
Vue de la grande cour du temple funéraire.
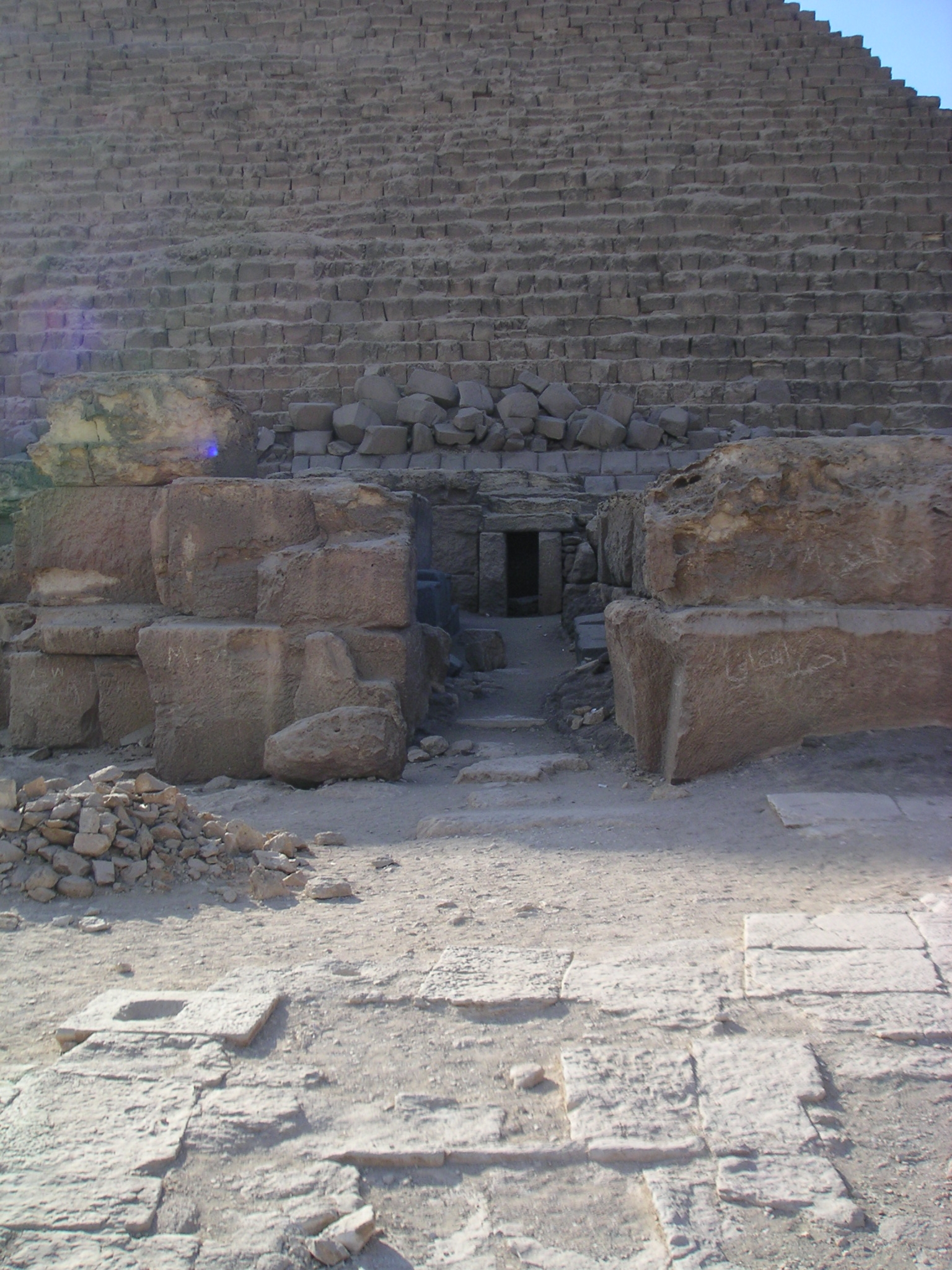
Couloir latéral nord du temple funéraire donnant accès à la chapelle du culte de Mykérinos.
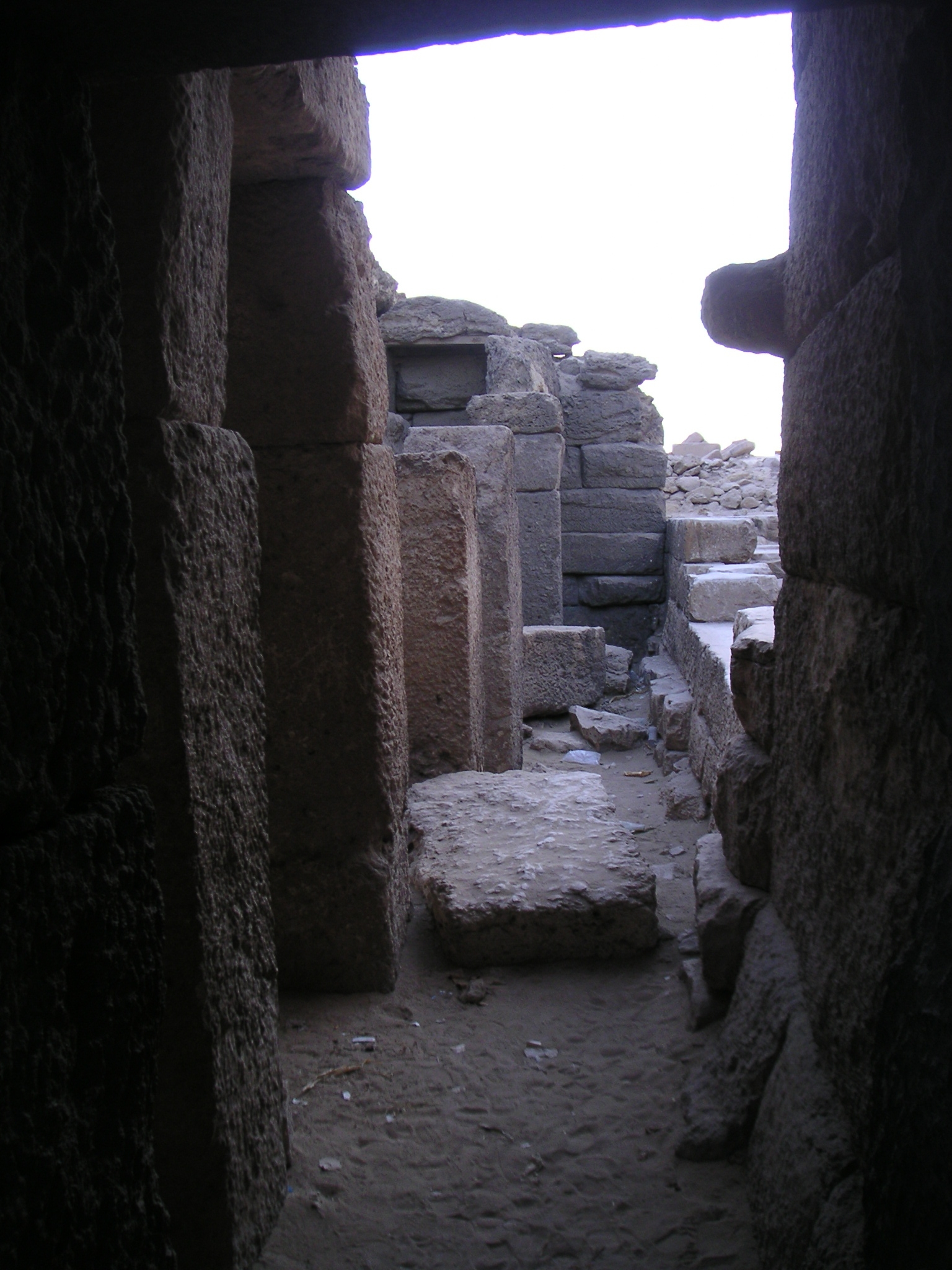
Salle ou magasins intérieurs du temple funéraire.
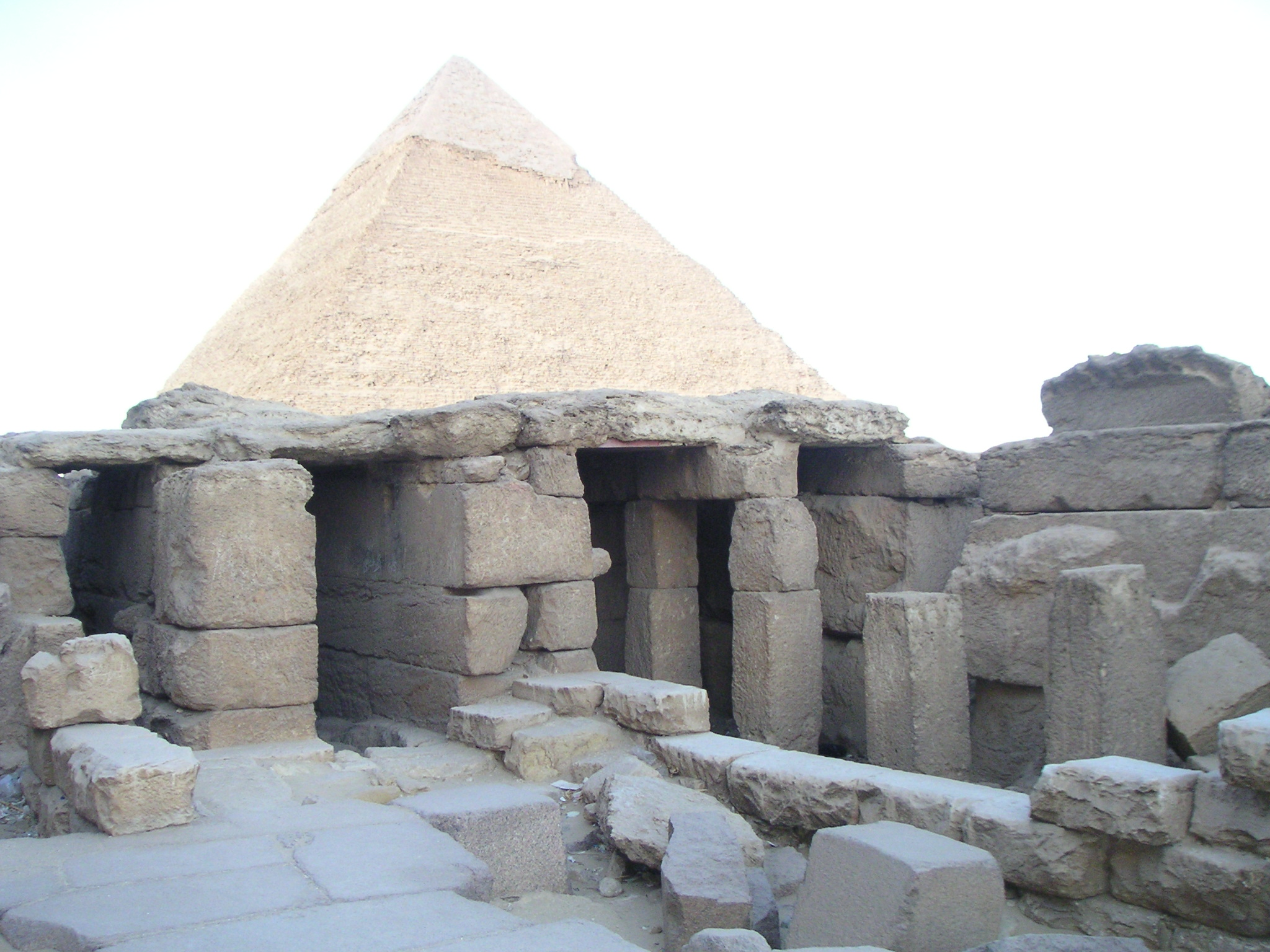
Vue sur les salles jouxtant la chapelle du culte de Mykérinos à l'ouest de son temple funéraire.
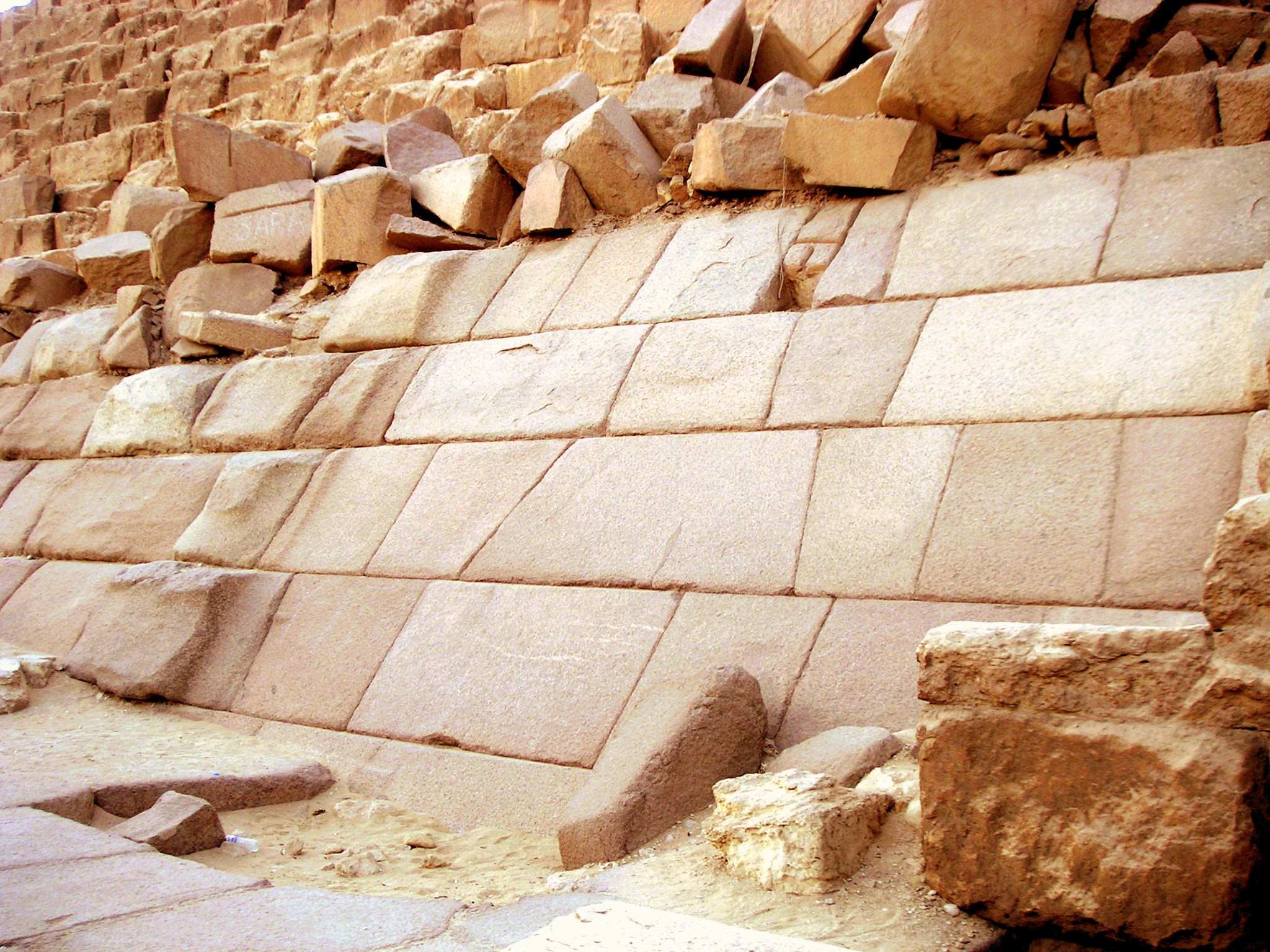
Emplacement de la chapelle du culte de Mykérinos, accolée à la face ouest de sa pyramide.

## La chaussée

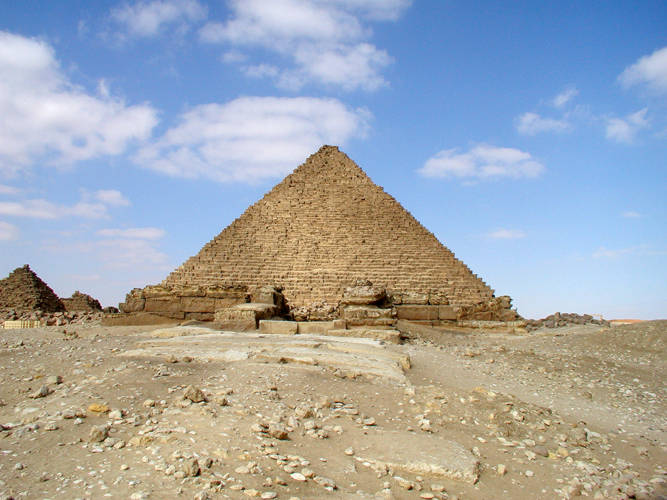
Chaussée du complexe de Mykérinos.

De la chaussée longue de six cent cinq mètres, il ne reste que l'emplacement qui reliait le temple de la vallée du complexe pyramidal à son temple funéraire accolé au péribole de la pyramide du roi.
L'accès à cette chaussée se faisait par deux portes : l'une placée sur le parvis du temple de la vallée, et l'autre au sud des pièces intérieures situées à l'ouest de la cour du même temple.
Elles donnaient accès à un couloir qui contournait par son flanc sud le temple et rattrapant par son arrière l'axe central du complexe. Les processions pouvaient donc emprunter directement la chaussée pour monter vers la pyramide et son temple funéraire, ou bien, une fois avoir procédé aux rites de purification des offrandes dans la grande cour du temple de la vallée, passer par les pièces occidentales et prenant le couloir perpendiculaire à l'axe du temple rejoindre la chaussée peu avant qu'elle ne bifurque vers l'arrière du temple.
Cette chaussée n'a probablement jamais été terminée en raison du décès du roi. Tout semble indiquer, depuis l'inachèvement du revêtement de la pyramide, jusqu'aux deux phases de constructions du temple funéraire et l'état de la chaussée, que Mykérinos n'eut pas le temps d'achever son complexe funéraire. Son successeur Chepseskaf compléta l'ensemble, en utilisant essentiellement de la brique crue pour les parois qui surmontaient la chaussée. Elle formait un long couloir dont la couverture fut probablement réalisée dans les mêmes matériaux et formait une voûte.
Le long couloir débouchait directement dans la grande cour à ciel ouvert du temple haut, placé dans l'axe du monument en passant par un passage dont l'épaisseur des fondations et des premières assises laissent supposer que cette partie avait été prévue pour supporter de puissants murs pouvant soutenir de larges dalles de couverture.

## Le temple bas
Pour le temple de la vallée de Mykérinos, les architectes du roi avaient prévu d'édifier un vaste bâtiment en calcaire et en granite, qui dominait le port d'accueil du complexe funéraire. Selon Vito Maragioglio et Celeste Rinaldi, qui étudièrent le temple et en relevèrent le plan, dans le projet initial le temple s'ouvrait par deux portes latérales donnant dans un vestibule à quatre piliers. Il précédait une salle au plafond soutenu par des piliers et dont le côté sud ouvrait sur un corridor rejoignant la chaussée de la pyramide. Le plan d'ensemble rappelait alors celui du temple de la vallée de la pyramide de Khéphren.
Mais comme pour le reste du complexe pyramidal, le temple de la vallée de Mykérinos a été à peine ébauché. Les fondations et les bases du monument n'étant pas encore terminées au moment du décès du roi, il fut complété par Chepseskaf qui, comme pour le temple haut, en modifia le plan et utilisa de la brique.
Il fit alors déporter l'accès de la chaussée plus au sud et créer une grande cour en lieu et place des salles aux piliers. En façade, il fait édifier un avant-temple comportant une entrée axiale donnant dans une première pièce au plafond soutenu par quatre colonnes, probablement en bois. Cette pièce distribue au nord et au sud par deux couloirs des séries de magasins destinés à conserver les offrandes alimentaires données au temple. Le couloir sud ouvre sur le corridor qui mène à la chaussée en contournant le temple par son côté sud puis ouest.
La nouvelle partie du temple donne accès à la grande cour aux murs décorés de niches aménagées dans la façade en brique des parois, à l'instar du temple funéraire du roi. Cette cour précède la dernière partie la plus occidentale du temple dont le sol est surélevé. Constituée d'un ensemble de salles, de chapelles et de magasins destinés à abriter les statues du culte et tout le matériel nécessaire à l'accomplissement des offrandes et des rites quotidiens, cette partie intime du sanctuaire comporte un autre couloir, qui rejoint la chaussée via une seconde porte aménagée dans le mur méridional du temple.
Dans ces salles occidentales, George Andrew Reisner découvrit au début du XXe siècle des statues figurant le roi accompagné de divinités, communément connues sous le nom de triades de Mykérinos. En tout, cinq groupes statuaires de ce type sont découverts, dont quatre intacts et un fragmentaire. Le roi est accompagné à chaque fois de la déesse Hathor, figurée debout ou assise, et d'une troisième divinité personnifiant des nomes du pays, dont celui de Thèbes, celui d'Hermopolis Magna, celui d'Abydos et celui de Cynopolis. Le cinquième nome n'a pu être identifié en raison de l'état fragmentaire de la statue. Mykérinos est figuré debout, coiffé de la couronne blanche de Haute-Égypte et paré d'un pagne de cérémonie. Athlétique et éternellement jeune, il marche encouragé par la déesse Hathor qui participe à la résurrection du roi.

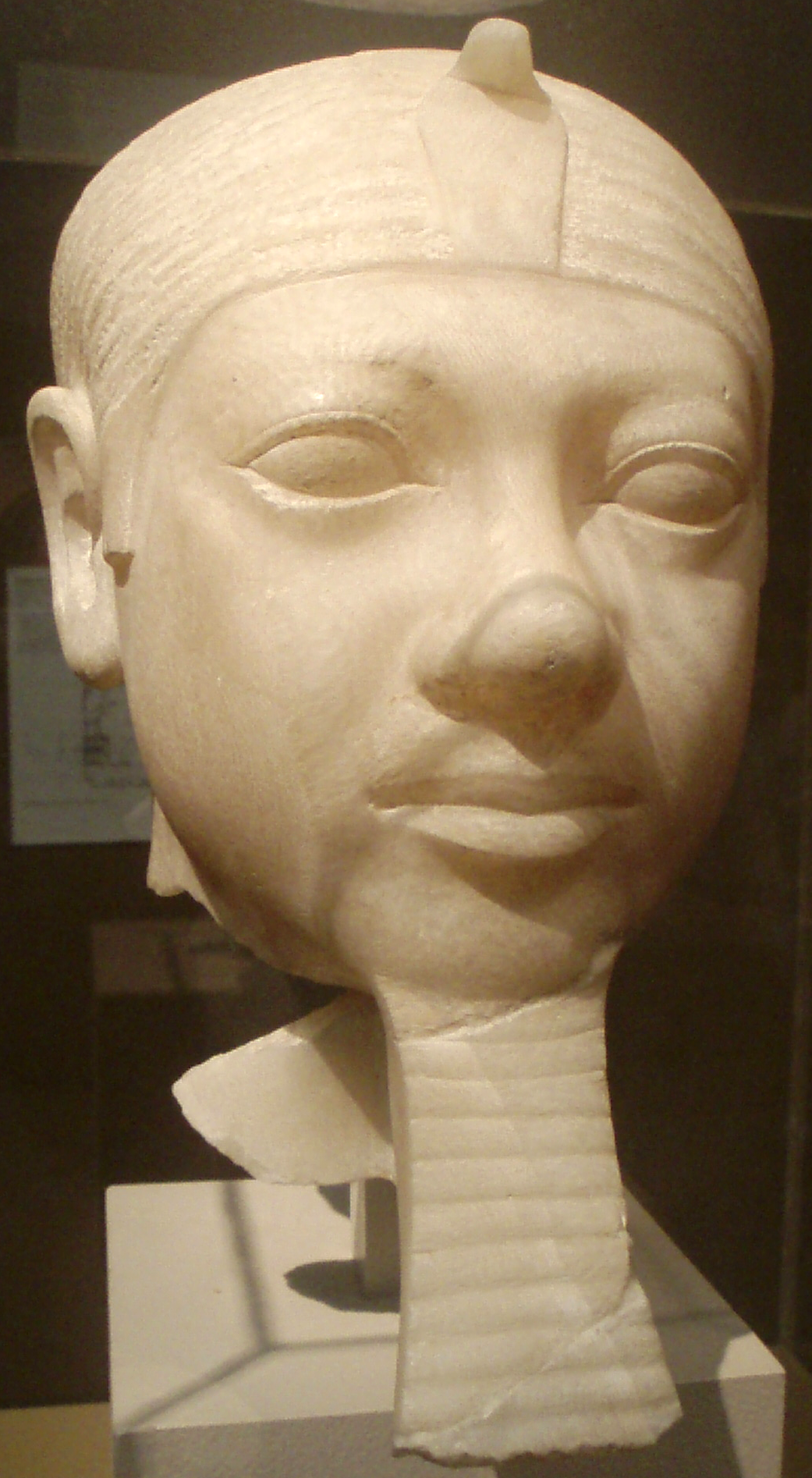
Tête d'une statue en albâtre attribuée à Mykérinos.

Un sixième groupe statuaire, cette fois-ci il s'agit d'une dyade, représente Mykérinos dans la même attitude et coiffé cette fois du némès, accompagné par son épouse, la reine Khâmerernebty. D'autres statues du roi, de plus petites dimensions, ont été retrouvées dans l'une des annexes nord du temple. Elles le représentent assis sur un trône cubique au dossier bas et la tête coiffée du némès. Bien qu'inachevées, ces exemplaires permettent d'apprécier les méthodes employées par les sculpteurs égyptiens.
Enfin, des fragments de statues en albâtre ont également été mises au jour, dont notamment une tête du roi coiffé d'une perruque courte et ronde avec sur le front un uræus. Cette tête a été d'abord interprétée comme étant un portrait de Chepseskaf, puis comme étant celui de Mykérinos, à la suite d'études comparatives avec les autres portraits du roi.
Trois des quatre triades intactes sont conservées au Musée du Caire. La quatrième et la dyade, intactes elles aussi, la triade fragmentaire, les différentes statues inachevées et les fragments de statues en albâtre découverts dans le temple sont exposés au Musée des Beaux-Arts de Boston.
Le temple de la vallée présente un dernier état ayant entraîné des modifications importantes liées à une utilisation prolongée des lieux. Il devint probablement le lieu de culte central de la ville qui s'était bâtie en contrebas du plateau, afin d'abriter les différents corps de métiers réunis pour les chantiers royaux qui pendant près d'un siècle se sont succédé à Gizeh.
Le parvis du temple fut transformé en une première cour dont l'accès est placé au nord par un vestibule à quatre piliers, ouvrant vers la ville des prêtres qui s'était développée à proximité, en contrebas de la tombe de la reine Khentkaous Ire.
À la suite des dommages causés par une catastrophe naturelle, au milieu de la VIe dynastie, le temple fut reconstruit sur un plan plus simple, isolé du reste du complexe funéraire. Puis, peu à peu, il fut envahi par des habitations durant la Première Période intermédiaire, en raison de l'exonération de taxes dont profitaient les enceintes sacrées depuis l'Ancien Empire. Toute une agglomération se développa dans l'enceinte même du temple, avec des maisons serrées les unes contre les autres, des enclos comportant des fours et des silos à grains, des rues étroites sinuant jusqu'au pied du portique occidental du temple, qui resta en activité quelque temps.
L'ensemble fut finalement abandonné peu avant le Moyen Empire, et livré aux carriers qui prélevèrent des matériaux, dont les éléments de calcaire et de granite, tandis que les parois de briques et les éléments en bois s'effacèrent avec les siècles.

Les statues découvertes au temple de la vallée de Mykérinos
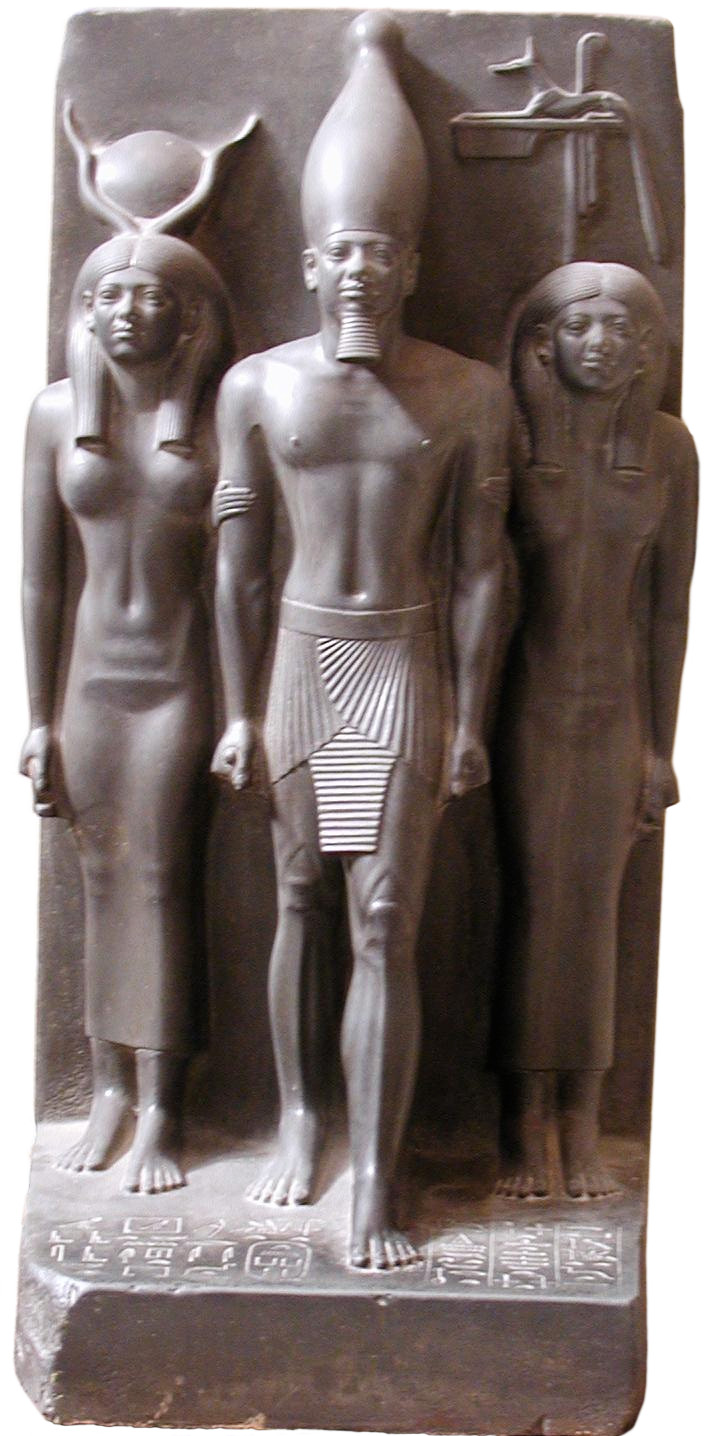
Mykérinos encadré par la déesse Hathor à sa droite et du nome de Cynopolis à sa gauche.
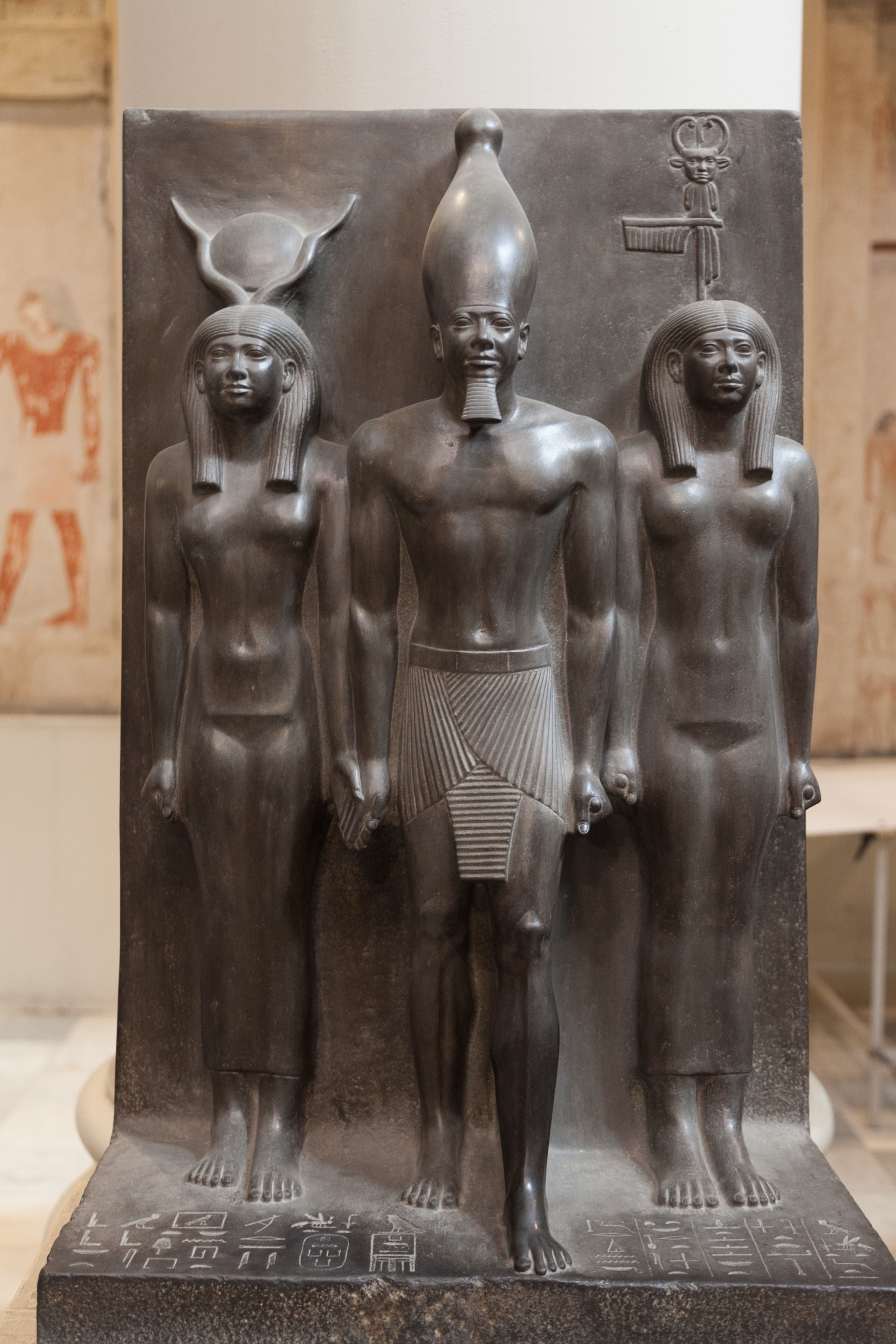
Mykérinos encadré par la déesse Hathor à sa droite et du nome d'Abydos à sa gauche.
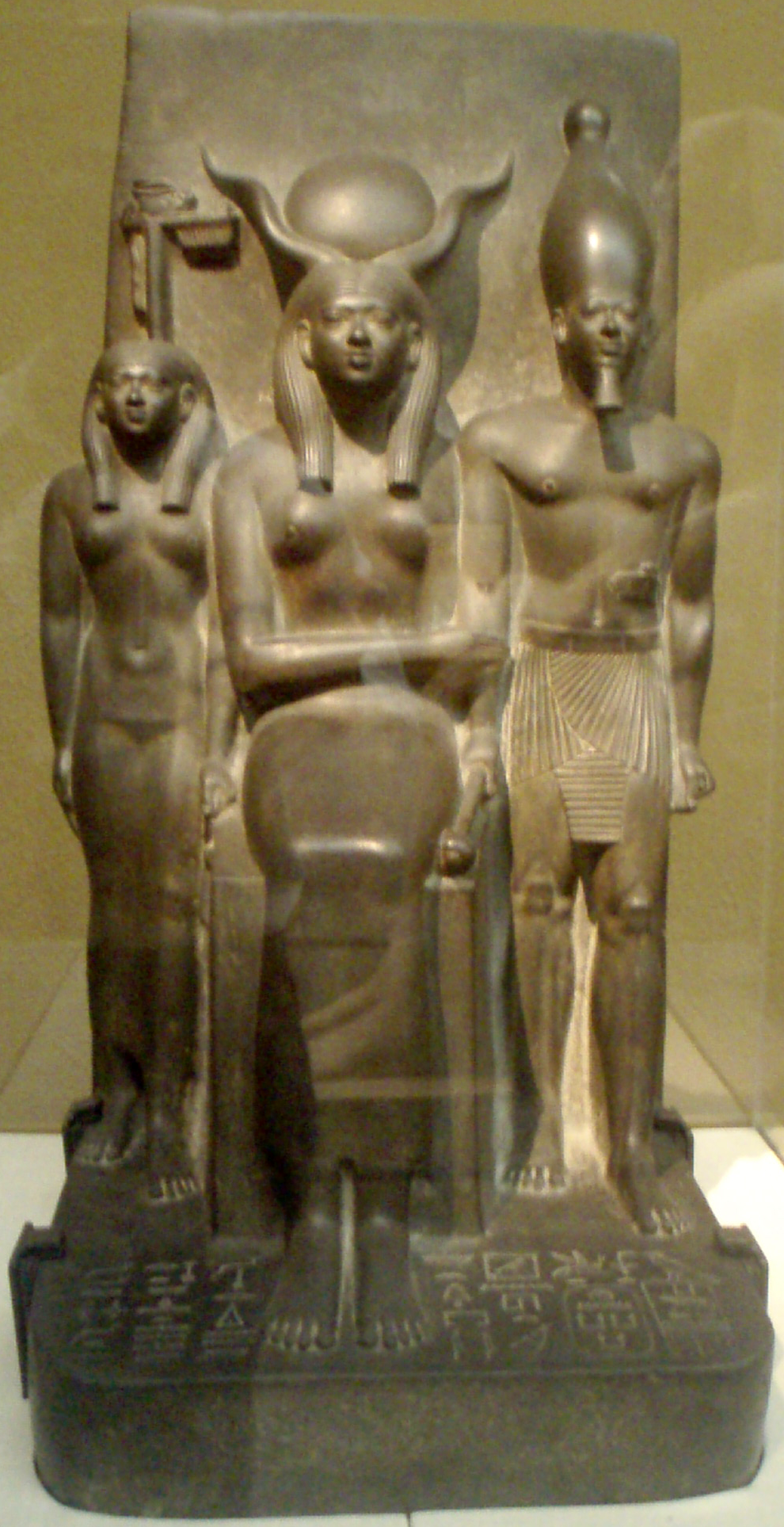
Mykérinos accompagné par la déesse Hathor assise à sa gauche et du nome d'Hermopolis Magna.
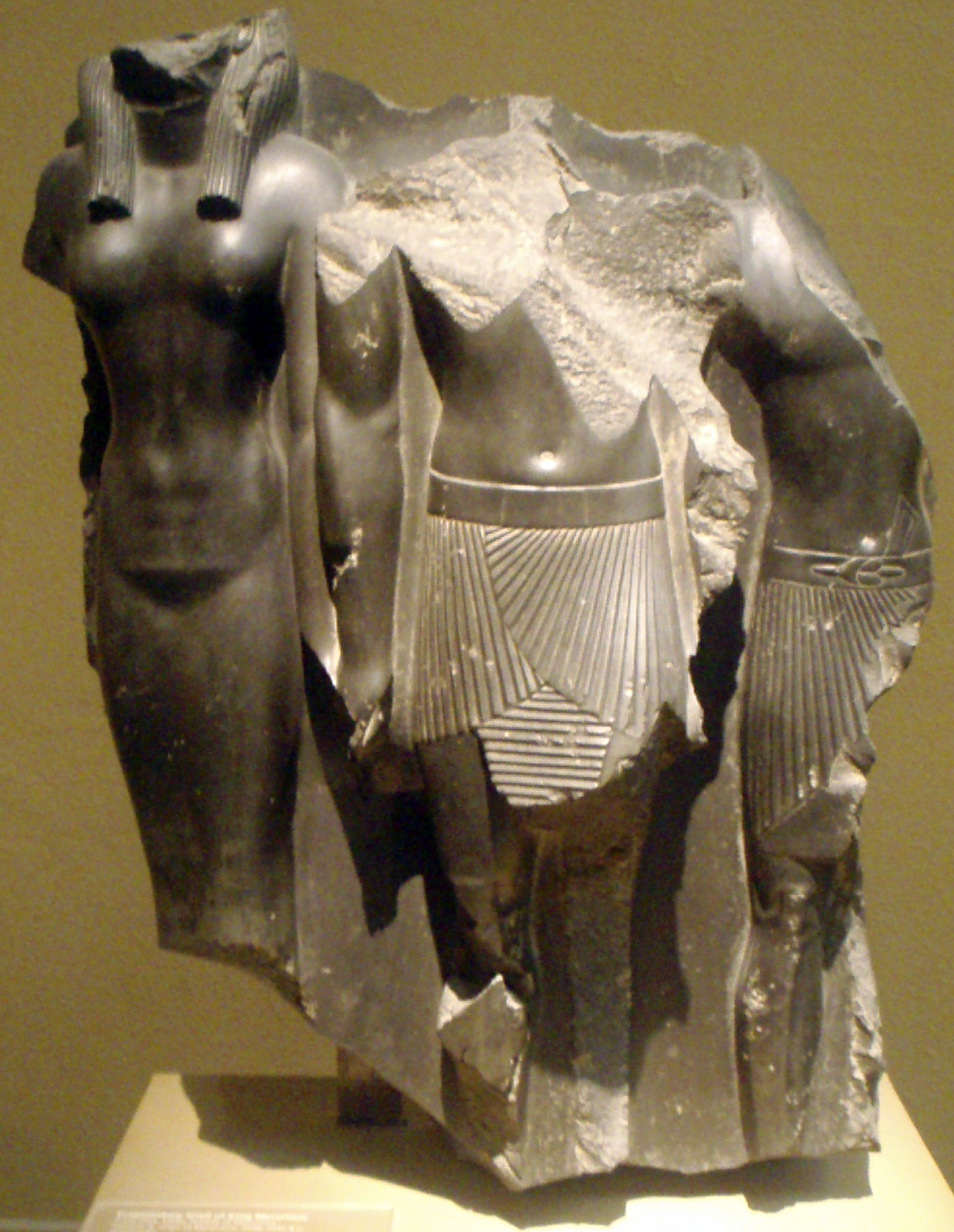
Triade fragmentaire de Mykérinos accompagné d'une déesse, probablement Hathor, et d'un nome inconnu.
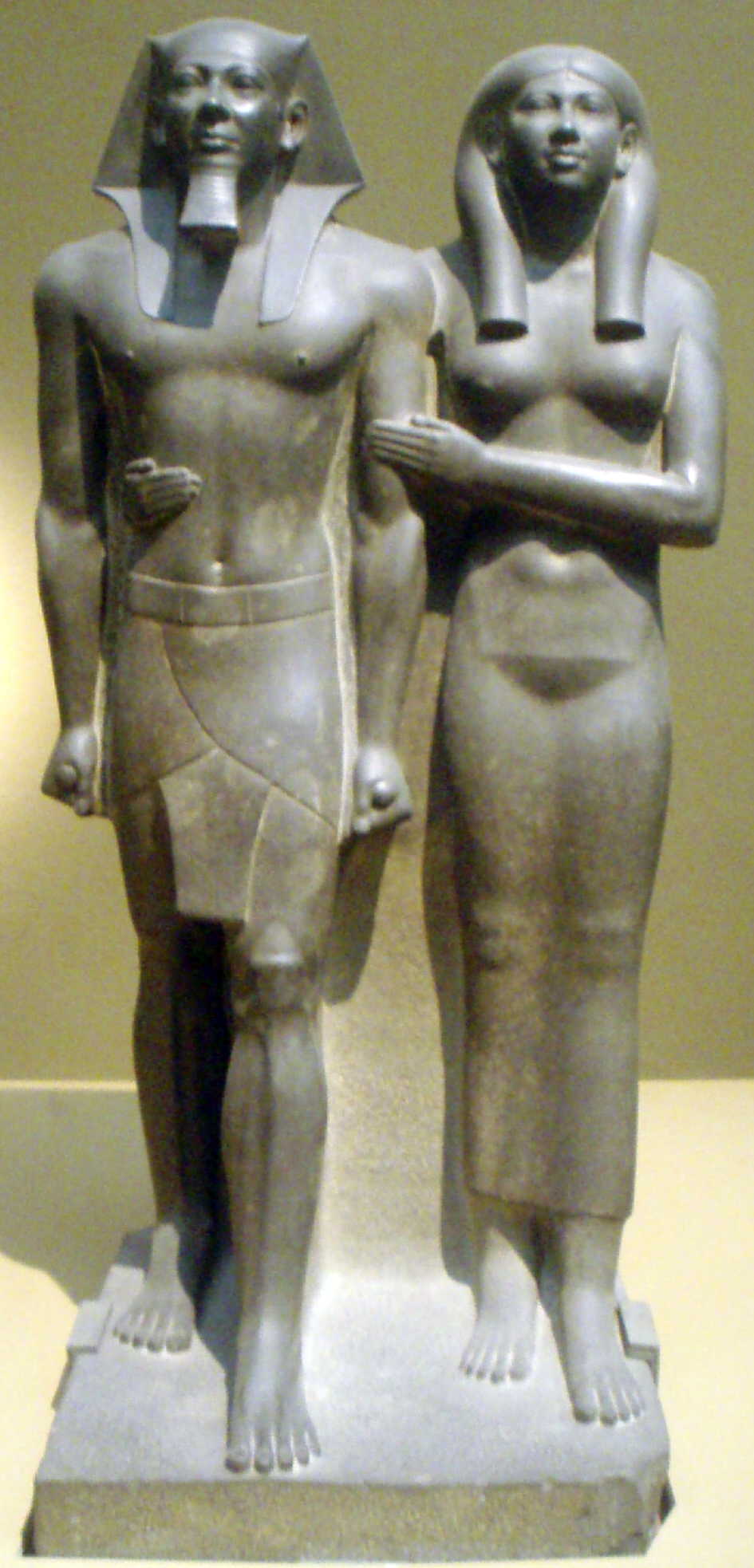
Dyade de Mykérinos et de Khâmerernebty.
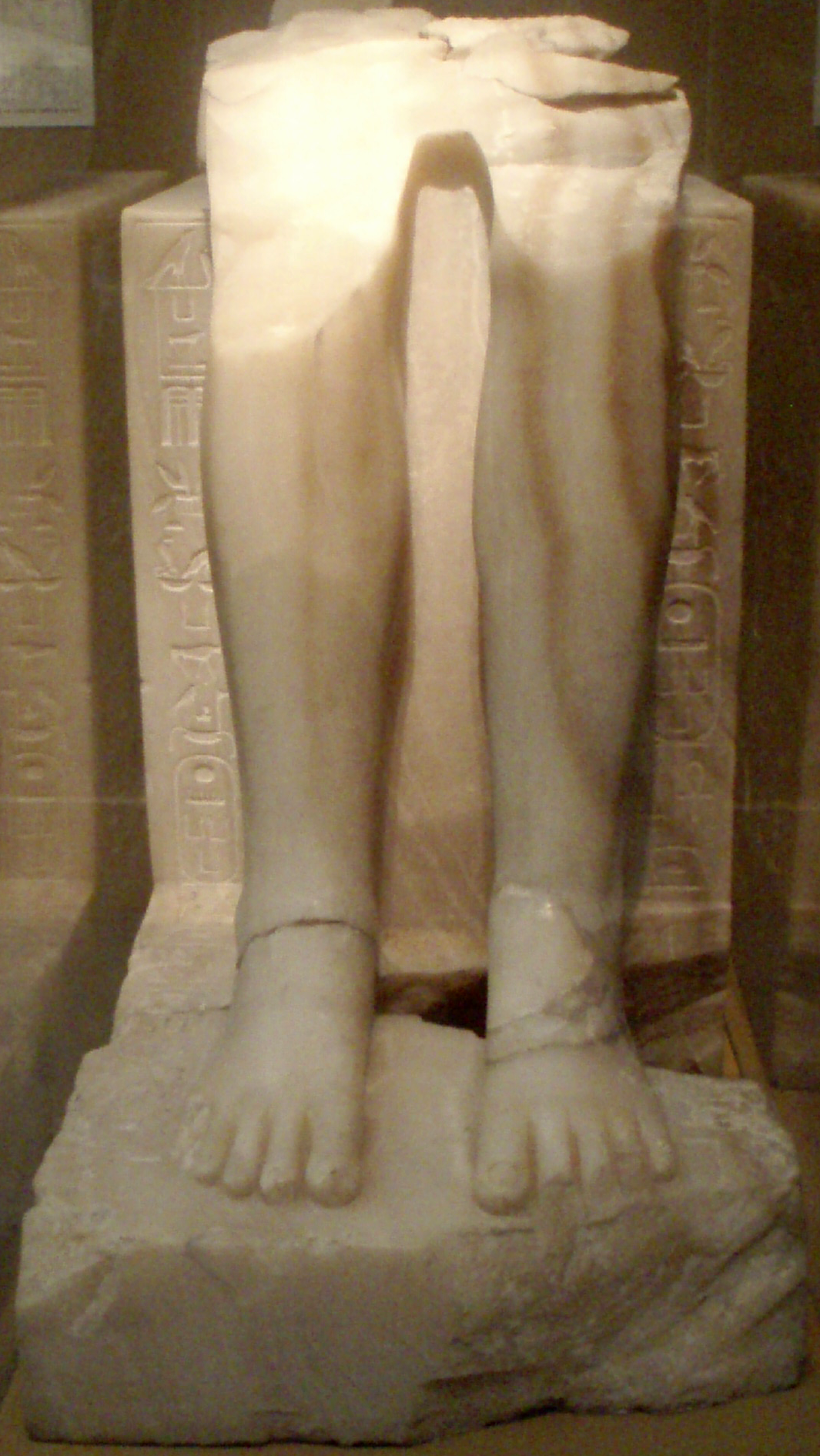
Partie inférieure d'une statue en albâtre de Mykérinos.

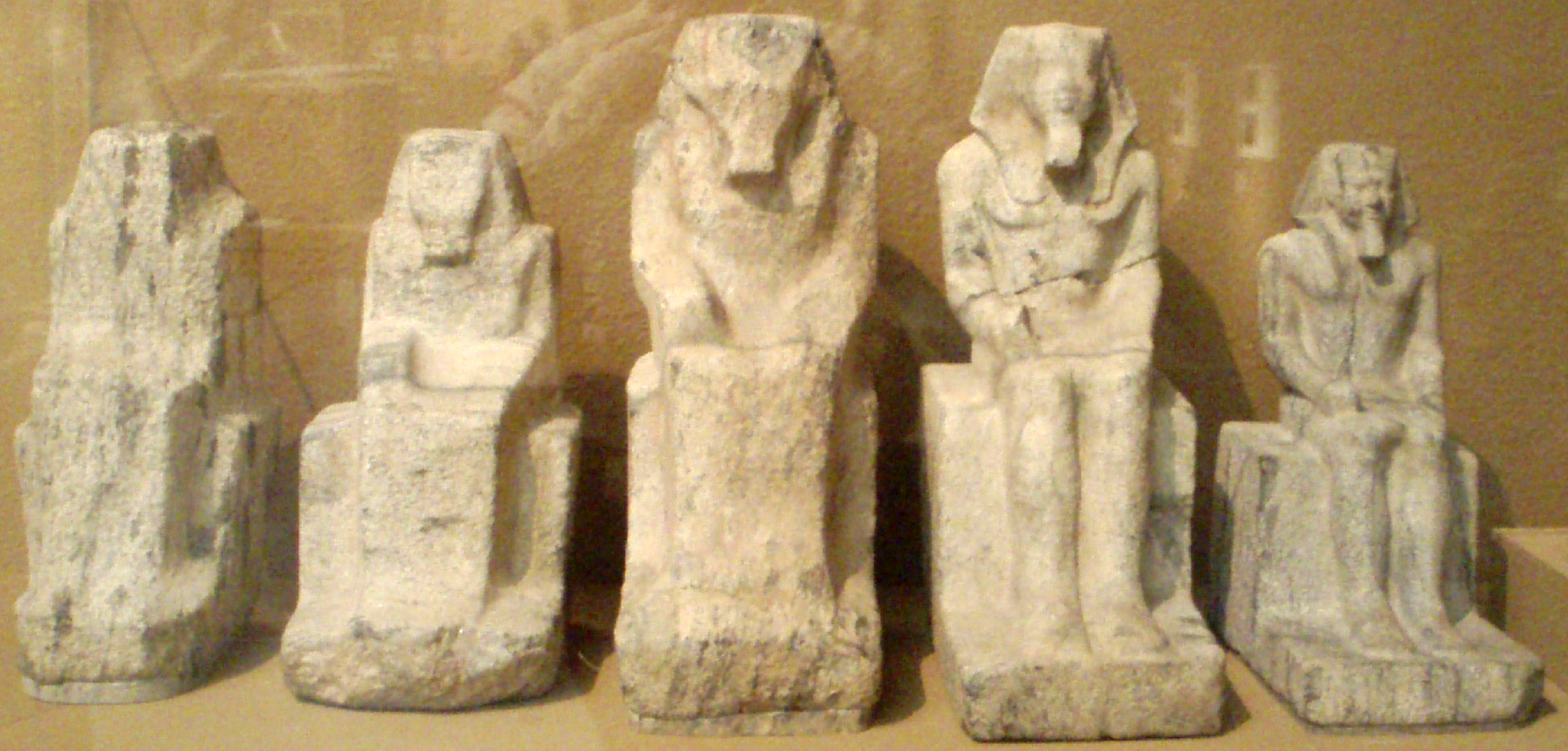
Statues inachevées de Mykérinos découvertes dans le temple funéraire de la vallée.
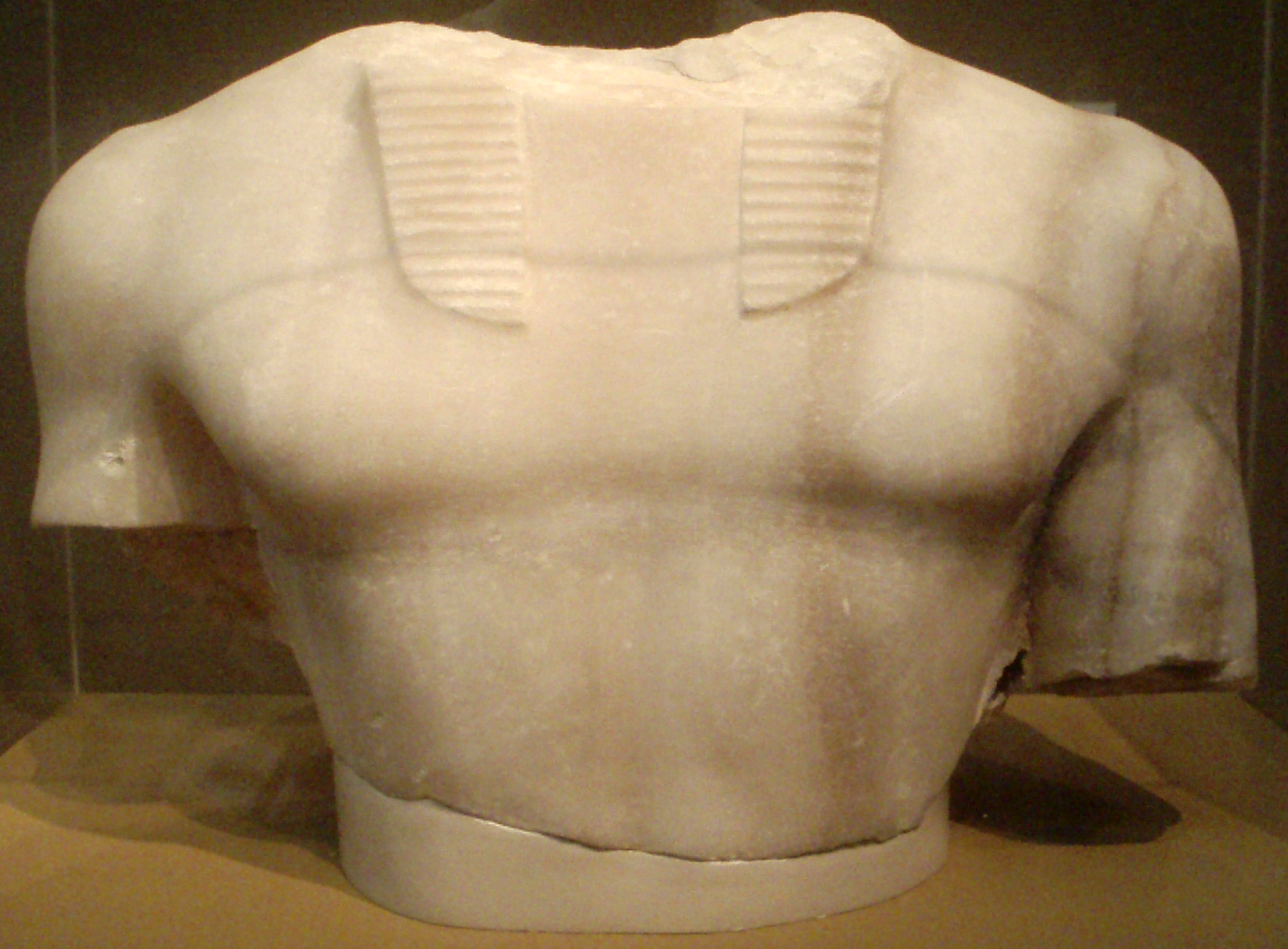
Torse d'une statue en albâtre attribuée à Mykérinos.

## Les pyramides satellites
Au sud de la pyramide du roi se trouvent trois pyramides satellites, alignées d'est en ouest et respectivement identifiées sur les plans de la nécropole G3a, G3b et G3c. Chacune d'entre elles est dotée d'un petit temple placé contre leur face est.
La première pyramide (G3a) est une pyramide à faces lisses dont la pente est de 52°15' et la base de quarante-quatre mètres. Elle s'élevait initialement à un peu plus de vingt-huit mètres de hauteur, et ses quatre faces étaient recouvertes d'un parement de calcaire fin de Tourah qui a été depuis longtemps prélevé. Sur sa face nord, une entrée donne sur une descenderie qui mène, après avoir traversé un palier, à une chambre souterraine dans laquelle un sarcophage en granite a été trouvé. Un temple funéraire, accessible depuis l'angle nord-ouest du petit complexe pyramidal, est orienté est-ouest. Il comporte une large cour à ciel ouvert et une partie couverte comprenant une série de pièces destinées au culte, à l'instar du temple funéraire du roi dont il semble être une reproduction en petites dimensions.
Cet ensemble a été diversement interprété. Il est le plus souvent considéré comme la pyramide du Ka du complexe pyramidal de Mykérinos. Mais la découverte d'un sarcophage dans sa chambre souterraine et la présence d'un temple adossé à sa face est sont des indices sérieux pour l'identifier à une sépulture de reine. Selon George Andrew Reisner, il s'agirait de la sépulture de la reine Khâmerernebty II. La question du rôle de cette pyramide reste ouverte, car une autre sépulture découverte à Gizeh est attribuée à la même reine.
Les deux autres pyramides sont des pyramides à degrés et leurs temples sont plus étroits en raison du peu d'espace disponible entre chaque monument. Ils sont orientés vers le nord, vers la pyramide du roi. Chacune possède également une descenderie accessible depuis leur face nord et menant à de petites chambres creusées dans la roche. La fouille de la pyramide G3b a permis de retrouver un sarcophage, dans lequel des restes du corps d'une jeune femme ont été découverts. Mais aucune inscription ne permet d'en identifier la propriétaire. En revanche, une marque de carrier donnant le cartouche de Mykérinos, découverte sur l'une des dalles de la couverture de la chambre funéraire, atteste que le chantier de cette petite pyramide fut bien été commencé sous le règne du roi et faisait partie du plan du complexe. Son aspect de pyramide à degrés inachevée s'explique certainement par l'interruption des travaux à la mort du roi.
La troisième pyramide, par analogie, est également considérée comme une pyramide de reine inachevée. Mais son exploration n'a livré aucun sarcophage. Elle est dans un état beaucoup plus dégradé, en raison d'une tentative de destruction faite lors de l'expédition d'Égypte. Les savants français de l'époque, cherchant à étudier la structure des pyramides en les démontant, entamèrent donc ce chantier en traversant de part en part le monument, dans l'espoir vain d'en découvrir des chambres secrètes. Ces travaux de destruction furent interrompus par l'échec de l'expédition de Bonaparte.
Ces deux dernières pyramides sont restées pour le moment anonymes.

Les trois pyramides satellites de Mykérinos
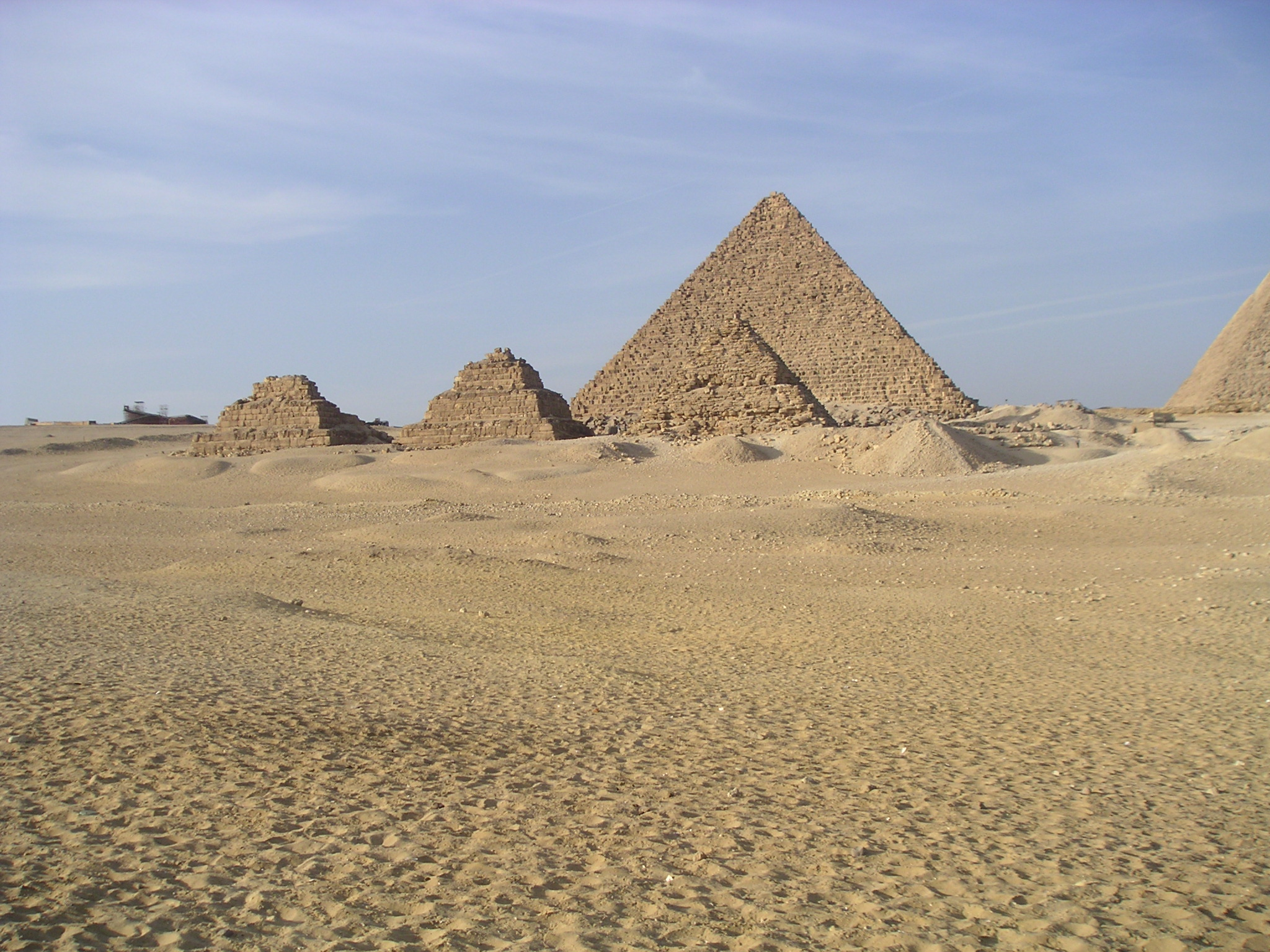
La pyramide de Mykérinos et les trois pyramides de reines vues depuis le sud du plateau de Gizeh.
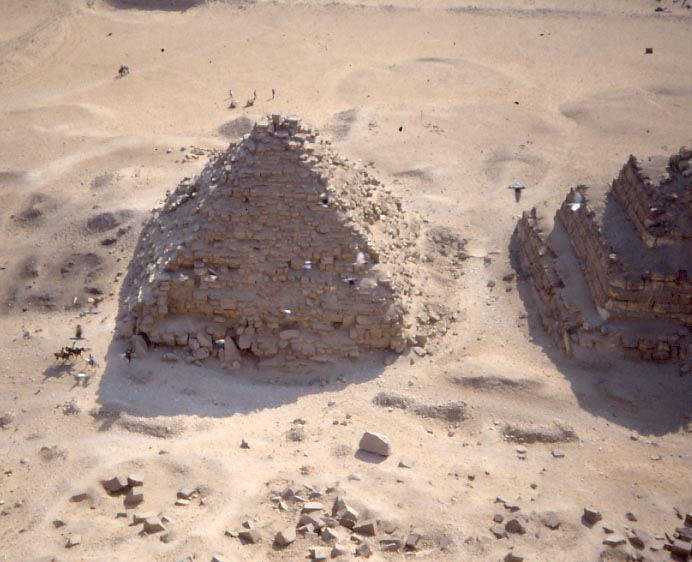
Pyramide satellite ou pyramide de reine G3a.
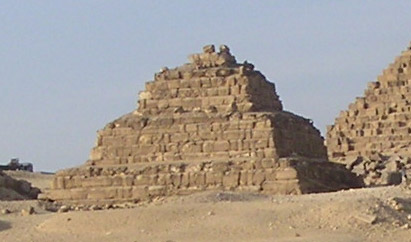
Pyramide de reine G3b.
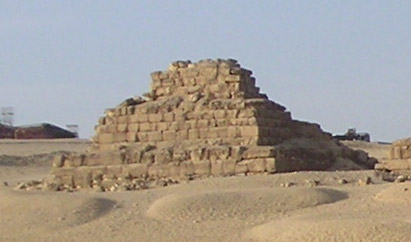
Pyramide de reine G3c.

## Explorations et fouilles
- XIIe siècle : le sultan Al-Malik al-`Aziz `Imâd ad-Dîn `Uthmân entreprend de démolir les pyramides, en commençant par celle de Mykérinos. Le chantier dure huit mois durant lesquels ils ne sont pas capables de retirer plus d'une ou deux pierres par jour, et ce à grand-peine[16],[17].
- 1835 : visite et exploration du site par Giovanni Battista Caviglia, John Shae Perring et Richard William Howard Vyse. Découverte par ce dernier en 1837 de l'entrée de la pyramide grâce a de la poudre à canon : exploration des salles internes de la pyramide et découverte des sarcophages du roi.
- 1880 : exploration du site par William Matthew Flinders Petrie.
- 1906 : début des fouilles du complexe par George Andrew Reisner qui se poursuivront jusqu'en 1924. Mise au jour des statues de Mykérinos.
- Étude du site et relevé des plans des temples funéraires et de la vallée du complexe pyramidal par Vito Maragioglio et Celeste Rinaldi.
- 1988 : reprise des fouilles par Mark Lehner et découverte en 2000 de la ville de pyramide au sud-est du temple de la vallée de Mykérinos.

## Rénovation et projet de restauration
Un projet lancé en 2023 par les autorités égyptiennes doit permettre de restaurer la pyramide de Mykérinos. Lors d'une vidéo publiée sur X, le secrétaire général du Conseil suprême des antiquités égyptienne, Mostafa Waziri (en), montre des travailleurs alignant des blocs de granit sur la base de la pyramide. Cette rénovation doit durer trois ans et selon M. Waziri, elle sera « un cadeau de l’Égypte au monde au XXIe siècle » et devrait permettre de « découvrir pour la première fois, la pyramide de Mykérinos telle qu’elle a été construite par les anciens Égyptiens ». Cette rénovation entraine une désapprobation de la part de nombreux égyptologues.

## Sources historiques
Hérodote, dans ses Histoires (écrites vers les années 440 av. J.-C.), raconte l'histoire de Mycérinus (Mykérinos) et parle de sa pyramide. Il la décrit comme carrée et faite de pierre d'Éthiopie jusqu'à la moitié. Mais elle est beaucoup plus petite que celle de son père (en réalité, son grand-père), haute de vingt pieds de moins, avec chacun de ses côtés trois plèthres de large. Des Grecs prétendent qu'elle était destinée à la courtisane Rhodopis. L'historien n'y croit pas et estime qu'ils ne connaissent pas même cette courtisane. En effet, selon lui, la construction d'une pyramide a coûté des millions de talents. Aussi, Rhodopis n'a pas vécu sous Mykérinos, mais sous Amasis, donc longtemps après la mort des rois qui ont fait construire ces pyramides. De plus, elle était originaire de Thrace, esclave d'Iadmon, fils de Héphestopolis, de l'île de Samos, ainsi que compagne d'esclavage d'Ésope.
Strabon, géographe et historien grec, décrit la pyramide dans le Géographie (rédigée entre 20 av. J.-C. et 23 apr. J.-C.). Il y affirme que, bien qu'étant plus petite que celles de Khéops et de Khéphren, elle a coûté beaucoup plus cher de construction. Il explique ce coût parce que, depuis la base jusqu'à mi-hauteur environ, il n'a été employé que de cette pierre noire qui entre aussi dans la composition des mortiers. Ces pierres sont issues des montagnes situées tout à l'extrémité de l'Éthiopie ; par leur extrême dureté et leur difficulté à se laisser travailler, elles augmentent beaucoup le prix de la main-d'œuvre. Toujours selon le savant, ladite pyramide passe pour être le tombeau d'une courtisane célèbre et pour avoir été édifiée aux frais de ses amants. Il s'agirait de Doricha, que Sappho présente comme ayant été la maîtresse de son frère Charaxos, au temps où celui-ci, négociant en vins de l'île grecque de Lesbos, fréquentait la ville égyptienne de Naucratis pour ses affaires. Quelques auteurs donnent à cette même courtisane le nom de Rhodôpis.
Pline l'Ancien, naturaliste romain, reprend brièvement cette légende dans son Histoire naturelle (publiée vers 77).
Au XIIe siècle, le sultan al-Malik al-'Aziz aurait cru un « étranger » lui parlant d'un trésor sous la pyramide de Mykérinos, qu'il voulut raser entièrement. Mais un mois de travail acharné ne permit de détacher que quelques blocs de pierre. Et, les caisses étant vide, il constata que les revenus des impôts fonciers d'une année ne compenseraient pas les moyens nécessaires à la démolition d'un étage du bâtiment. Le projet aurait alors été abandonné faute de moyens. Ahmad al-Maqrîzî, dans son Histoire de l'Égypte (XVe siècle), complète en disant que le souverain, au mois de Dhou’lhiddjeh de 592 (du calendrier hégirien, novembre 1196 en calendrier julien), ordonna de démolir les pyramides et d'en faire transporter les pierres à Damiette pour y construire des murs. Il apprit alors qu'il aurait à surmonter d'énormes difficultés pour cette entreprise. Il renonça alors à faire raser les deux grandes pyramides, se contentant de la plus petite qui était bâtie en granit quartzeux.